# 長七郎江戸日記
『長七郎江戸日記』（ちょうしちろうえどにっき）は、1983年から1986年・1988年から1991年にかけて日本テレビ系で放送された時代劇シリーズ。駿河大納言忠長卿の遺児・松平長七郎長頼が、江戸の町にはびこる悪を倒していく痛快時代劇。原作は村上元三。制作（第1シリーズ） → 製作（第2シリーズ・第3シリーズ）はユニオン映画と六本木オフィス（第1シリーズのみ）
なお、テレビ朝日系で放送されていた『長七郎天下ご免!』は本作品の前身に当たるが、設定や登場人物などが大きく異なっており、ストーリー上の繋がりは全くない。
この作品の第1シリーズ第1話から第28話までを収録した7枚組のDVDBOX版が東宝から発売された（販売元はTBSサービス（現・TBSグロウディア））。また、この作品の第1シリーズスペシャル4話（SP-1・SP-2・SP-3・SP-4）を収録したDVDがクラウン徳間ミュージック販売から発売された（販売元は日本クラウン）。

## 内容
クライマックス
夜半、悪の一味が首謀者の屋敷で密談していると、どこからか悪事を咎める声が響いてきて会話を遮る。首謀者が「何奴じゃ!」と叫ぶと長七郎が姿を現し、着流しに金糸で刺繍してある三つ葉葵の紋が一味の目に入ると、すかさず供の仲間・三宅宅兵衛が「えい、控えぃ! 控えおろう! これにおわすは畏れ多くも上様（＝徳川家光）の甥御様、松平長七郎長頼君なるぞ!（第2シリーズ以降では「将軍家お血筋にあらせられる」と一喝する。特に一部の回によって『水戸黄門シリーズ』では助さんが言うセリフも含む。）」と一喝（特に右平次が代わりを務めることもあった）、また回によっては長七郎（主人公）が単独の場合、「いかにも！松平長七郎長頼！」と名乗ると一味は畏まる。しかし、首謀者は「此奴は長七郎君の名を騙る偽者じゃ!」あるいは「ええい、長七郎君とて構わん!」、「野に下った長七郎君など恐るに足りん！」などと毎回開き直って家臣や用心棒総がかりで斬り掛かってくる。
そこで長七郎は「止むを得ん！俺の名前は引導（印籠ではない）代わりだ。迷わず地獄に堕ちるがよい!」 と啖呵を切って大小を抜き、二刀流の妙技で一味をバッタバッタと斬り捨ててゆく。最後に首謀者に止めを刺すと、大刀と小刀をそれぞれ大きく一振りして血を払い、回れ左で旋回しつつ両刀を同時に鞘に納める。（その回の一番の悪人に止めを刺す前に「俺の名前は引導代わりだ、…」と言うパターンもある。）再び正面に向いた所を切り替わったカメラが大写しにして「決め」となるが、この納刀シーンがシリーズを通じての一つの見せ場となっていた。
『長七郎天下ご免!』との相違
「天下ご免!」におけるクライマックスの長七郎登場シーンでは「天、不正を為せば（天、悪蔓延れば）それを断つ（斬る）! 悪に上下の隔てはない!天下ご免!松平長七郎!」と自身で名乗りを上げ、供による身分開示はない。殺陣に入る前の長七郎の決め台詞は「止むを得ん、生涯勝手（天下御免）の長七郎、天に代わって貴様達を斬る!」である。
また、一件落着後、ナレーションで「数日後、××（成敗された旗本や大名）は幕閣（または長七郎）の格別の計らいで病死と届け出があった」という解説が入るが、「江戸日記」では後日談はナレーションよりも旅立ちシーンなどで描かれることが多い。
「天下ご免!」にて丹波哲郎演じる老中・松平伊豆守（松平信綱）は、長七郎のよき理解者であり難事件の解決を依頼したり影供を付けたりしている他、長七郎も相談のため毎回屋敷を尋ねていたが、「江戸日記」では長七郎が幕閣の有力者と懇意にしている描写は特にない。
逆に「江戸日記」では、同じ丹波が演ずる柳生宗冬が、長七郎を「謀反を企てようとする者たちに利用される可能性の高い危険人物」と考え、それを警戒して配下の裏柳生の忍びに監視させている。但し彼らは長七郎の人柄に徐々に惚れ込んで本来の役目に背き密かに手助けしてしまうことが多い。

### 劇伴BGM・効果音
音楽はすべて菊池俊輔が担当。他の某時代劇シリーズなどで同じものが流れる。劇伴BGM（サブタイトルを含む、第1シリーズ・第2シリーズ以降（第3シリーズは一部））はかつて菊池俊輔が担当した同じ日本テレビ系の『松平右近事件帳』『新・松平右近』からの流用がある。また、他にも『雪姫隠密道中記』『江戸を斬る』『遠山の金さん』からの流用もある。さらに、これらのBGMは『八百八町夢日記』『あばれ八州御用旅』にも流用された。効果音は『桃太郎侍』『水戸黄門』『大岡越前』『八百八町夢日記』、テレビ朝日系列の時代劇『暴れん坊将軍』と同じものが使用されている。

## 放映データ
- 放映時間：火曜日 20:00 - 20:54（スペシャル版放映時は時間拡大あり）

### 第1シリーズ
- 放映期間：1983年10月18日 - 1986年12月23日 [1]（全118話+スペシャル7話）

スペシャル1「海を渡る五十万両」（1984年4月3日）
スペシャル2「長七郎立つ!江戸城の対決」（1984年10月2日）
スペシャル3「柳生の陰謀」（1984年12月25日）
スペシャル4「怨霊見参!長七郎、弟と対決」（1985年4月2日）
スペシャル5「母は敵か?!正雪の陰謀」（1985年10月1日）
スペシャル6「風雲!旗本奴と町奴」（1986年4月1日）
スペシャル7「血闘・荒木又右衛門」（1986年10月7日）

### 第2シリーズ
- 放映期間：1988年1月5日 - 1989年9月26日 [1]（全62話+スペシャル6話）

スペシャル1「千姫有情、母ありき」（1988年1月5日）
スペシャル2「天下を取れ!仕掛けられた反乱」（1988年4月5日）
スペシャル3「一心太助とご落胤・男一匹ここにあり」（1988年9月27日）
スペシャル4「ふたり長七郎・京の舞い」（1988年12月27日）
スペシャル5「長七郎、大奥まかり通る」（1989年4月4日）
スペシャル6「最後の挑戦・さらば長七郎」（1989年9月26日）

### 第3シリーズ
- 放映期間：1990年10月16日 - 1991年9月24日 [1]（全38話+スペシャル2話）

スペシャル1「長七郎の陰謀」（1991年4月2日）
スペシャル2「虫ケラ一匹なればこそ、最後の剣舞い」（1991年9月24日）

## スタッフ

### 第1シリーズ
- 企画：増井正武（第1話～第76話・第84話・第86話・第89話）、須永元（日本テレビ）、松岡明（第77話～第83話・第85話・第87話・第88話・第90話～第118話）
- 原作：村上元三
- 脚本：小川英、杉村のぼる、尾西兼一、白井更生、櫻井康裕、鈴木生朗、横田与志、山本英明、下飯坂菊馬、四十物光男、池田一朗、名倉勲、胡桃哲、奥村俊雄、中野顕彰、杉山義法、円道沙哉、北川哲史、廣澤榮、吉田進、山田貴美子
- 監督：松尾昭典、黒田義之、倉田準二、斎藤光正[注 19]、岡本静夫、松尾正武、澤田幸弘、高倉祐二[注 20]、吉川一義、小澤啓一、居川靖彦、原田雄一、大洲齋[注 21]、田中徳三、山下耕作
- 特技[注 22]：宍戸大全（SP-1と第35話から）
- 撮影：原田裕平、片山顕、脇武夫、萩屋信、安達重穂、木村誠司、平山善樹、羽田辰治
- 照明：武邦男、伊勢晴夫、真城喻、岡田耕二、大谷康郎、佐々木政一、岩見秀夫
- 録音：神戸孝憲、渡部芳文、中川清、面屋竜憲、木村均、中沢光喜、草川石文
- 美術：鈴木孝俊、三浦鐐二、高見哲也、山下謙爾、園田一佳、下石坂成典
- 助監督：高倉祐二[注 23]、矢田清巳、金鐘守、井上泰治、曽根勇、山本憲、梅原重行、内沢豊、久郷久雄、和田圭一
- 記録[注 24]：小川加津子、原淳子、内藤幸子、西野敏子、満尾敦子[注 25]、川島庸子、牛田二三子、藤原凪子
- 編集：河合勝巳
- 邦楽監修：中本敏生
- 整音：加藤正行
- 計測：藤井重光、小林善和、原田国一、野村敬治、山口鉄雄
- 広報担当[注 26]：難波佐保子（第5話から）
- 舞踊振付[注 27]：藤間紋藏[注 28]（第3話、第6話）、藤間藤雄（第82話、第85話、SP-6）
- 振付：坂東蔦寿次（第62話）
- 衣裳：東京衣裳、米田稔
- 装置：青木茂雄、前川宗太郎、岡靖治
- 装飾：小原昭、真鍋敏之、山中忠知、西村由起夫、山本重治、小林伊之助、極並浩史、中小路認、門明淳、長尾康久、窪田治、中村英樹、三木雅彦
- 小道具：高津商会
- 騎馬：岸本乘馬センター（第2話、第7話、第14話、第22話、第33話、第34話、SP-2、第38話、第39話、SP-3、第45話、第46話、第49話、SP-6、第106話、SP-7）
- 能指導：谷口宗義（第106話）
- 美粧結髪：東和美粧
- かつら：山崎かつら
- 演技事務：山下義明
- 擬斗：上野隆三、土井淳之祐、菅原俊夫（東映剣会）
- 進行主任：山田勝（第34話まで）、杉浦満洲男（SP-2「長七郎立つ!江戸城の対決」以降）
- 現像：東洋現像所（第89話まで） → IMAGICA（第90話以降）
- 協力：京都・大覚寺（第1話 - 第5話、第11話 - 第13話、第15話 - 第16話、第19話 - 第22話、第25話、第31話、第33話、SP-2 - 第35話、第37話、第42話、第44話 - 第45話、第47話、第49話、第51話 - 第58話、第60話 - 第67話、SP-5、第72話、第74話、第76話 - 第77話、第81話 - 第82話、第84話 - 第87話、第92話 - 第94話、第96話 - 第102話 - 第106話、第108話 - 第112話、第115話 - 第118話）、相川町観光協会、佐渡観光協会（第34話）
- ナレーター：内藤武敏（第34話まで）、黒沢良（SP-2「長七郎立つ!江戸城の対決」以降）
- 衣裳提供：全国呉服青年連合会（第34話まで） → 全国呉服青年連合会、全国呉服専門店会連合会（SP-2「長七郎立つ!江戸城の対決」以降）
- 音楽：菊池俊輔
- プロデューサー[注 29]：松岡明（第1話～第76話・第84話・第86話・第89話）、菊池昭康（第90話～第118話）、伊原詢太郎、今井正夫
- 制作協力：東映太秦映像
- 制作：ユニオン映画、六本木オフィス

### 第2シリーズ
- 企画：須永元（日本テレビ）、松岡明
- 原作：村上元三
- 脚本：小川英、胡桃哲、蔵元三四郎、中野顕彰、和久田正明、鈴木生朗、山田貴美子、名倉勲、安藤日出男、北川哲史、渡辺良、酒井あきよし
- 監督：小澤啓一、松尾正武、斎藤光正（齋藤光正）、牧口雄二、高倉祐二、上杉尚祺、原田雄一、長谷部安春、矢田清巳、山下耕作、金鐘守、大洲斉
- 特技：宍戸大全
- 撮影：片山顕、都築雅人、萩屋信、小林善和、原田裕平、平山善樹、羽田辰治
- 照明：真城喻、伊勢晴夫、岩見秀夫、武邦男、大谷康郎、畑下隆憲
- 録音：中山茂二、小金丸輝貴、面屋竜憲、神戸孝憲、中川清、生水俊行、木村均、林土太郎
- 美術：高見哲也、井川徳道、三浦鐐二、鈴木孝俊、倉橋利韶、下石坂成典、塚本隆治
- 記録：内藤幸子、川島庸子、西野敏子、小川加津子、佐伯直、中野保子、野口たき子、藤原凪子
- 編集：河合勝巳
- 整音：加藤正行
- 助監督：井上泰治、曽根勇、山本憲、和田圭一、金鐘守、梅原重行、内沢豊、佐藤晴夫、梅沢利之、秦衛
- タイトル画：山本六郎
- 邦楽監修：中本哲
- 計測：雨宮良朋、小林善和、作村龍二、安田雅彦、原田国一、小林雄司、山本英夫、松木春吉
- 進行：進藤盛延、福田雅弘
- 進行主任：西秋節生
- スチール：金井謹治、深野隆、北脇克巳
- 広報担当：難波佐保子
- 衣裳：米田稔
- 装置：太田正二、和田順吉、増田道清、青木茂雄
- 装飾：極並浩史、長尾康久、長谷川優市呂、西川由紀夫、三木雅彦
- 小道具：高津商会
- 騎馬：岸本乘馬センター
- 美粧結髪：東和美粧
- かつら：山崎かつら
- 演技事務：山下義明
- 擬斗：上野隆三、菅原俊夫、谷明憲（東映剣会）
- 制作担当：山田勝
- 協力[注 30]：京都・大覚寺、国宝・姫路城（SP-3・SP-4）、国宝・彦根城（SP-5）
- 現像：IMAGICA
- 音楽：菊池俊輔
- ナレーター：黒沢良
- プロデューサー：今井正夫
- プロデューサー補： 内堀雄三
- 協力：六本木オフィス
- 制作協力：東映太秦映像
- 製作：ユニオン映画

### 第3シリーズ
- 企画：須永元（日本テレビ）、松岡明
- 原作：村上元三
- 脚本：小川英、胡桃哲、 鈴木生朗、 山田貴美子、井川公彦、名倉勲、和久田正明、中野顕彰、蔵元三四郎、渡辺良二、石村嘉子、北川哲史、南賀明子
- 音楽：菊池俊輔
- 監督：齋藤光正、金鐘守、松尾正武、小澤啓一、山下耕作、牧口雄二、井上泰治、矢田清巳
- 撮影：小林善和、片山顕、平山善樹、原田裕平、都築雅人、萩屋信
- 照明：大谷康郎、佐々木政一、畑下隆憲、伊勢晴夫、武邦男、岩見秀夫、土居欣也
- 録音：中川清、面屋竜憲、木村均、小金丸輝貴
- 美術：三浦鐐二、高見哲也、塚本隆治、鈴木孝俊、栗崎元成
- 記録：小川加津子、内藤幸子、西野敏子、中田英子、重信美香、西村直美
- 編集：河合勝巳
- 整音：加藤正行
- 助監督：井上泰治、喜田川隆義、石井周作、梅原重行、和田圭一、佐藤晴夫
- 擬斗：上野隆三、菅原俊夫、谷明憲（東映剣会）
- 衣装：米田稔、東京衣裳、植田光三
- 装置：和田順吉、野本志郎、木村倉次郎、村上裕之、山本永寿
- 装飾：三木雅彦、西川由紀夫
- 小道具：高津商会
- 騎馬：岸本乘馬センター
- 美粧結髪：東和美粧
- かつら：山崎かつら
- 計測：原田国一、長谷川光徳、作村龍二、臼木敏博、新谷誠
- 進行：木岡敦、宮崎俊弥、福田雅弘、釣田泰
- 演技事務：山下義明
- 進行主任：進藤盛延
- スチール：深野隆
- 邦楽監修：中本哲
- 特技：宍戸大全
- ナレーター：黒沢良
- 広報担当：難波佐保子
- プロデューサー補： 西牟田知夫
- 制作担当：山田勝
- 協力：京都・大覚寺
- 現像：IMAGICA
- プロデューサー：今井正夫、内堀雄三、加納譲治（第32話～SP-2）
- 協力：劍企画
- 制作協力：東映太秦映像
- 製作：ユニオン映画

## 登場人物
- 松平長七郎（速水長三郎）：里見浩太朗

将軍職争いに敗れ自害した駿河大納言・徳川忠長の遺児。諱は長頼（ながより）。年齢は、本人曰く三十路過ぎ（第2シリーズSP-4「ふたり長七郎・京の舞」）、身長は手配書によると五尺八寸（第2シリーズSP-1「千姫有情、母ありき」）、髪型は総髪だが、城で暮らしていた頃は普通の武家髷（第1シリーズ第4話）。家光に対する憎しみはあまりなく、自分を大名に取り立てて利益を得ようとする者たちに利用されることを恐れ、普段は「速水長三郎」と名乗り浪人として瓦版屋「夢楽堂」で居候している。第2シリーズSP-6「最後の挑戦・さらば長七郎」で江戸を離れ、宅兵衛を連れて2年間旅に出ていたが、第3シリーズ第1話で宗冬からの依頼で江戸へ戻り、大奥から脱走していたおはるを助けたことから「浪花屋」に居候する。冷静沈着で明晰な頭脳と常人離れした身体能力を兼ね備えている。流派は柳生新陰流。但し、「速水長三郎」の時は一刀流、正体を明かし「松平長七郎」になった際は二刀流と必ず使い分けている。愛刀は葵のご紋が入った大般若長光、趣味は魚釣りで作中で釣竿を持って出かけたり、辰三郎や右平次と一緒に釣りをするシーンがしばしば見受けられる。
- 辰三郎：火野正平（第1シリーズ第1話～第105話、第108話～第110話、第112話、第114話～第118話、第2シリーズ・第3シリーズ）

愛称「辰」。様々な着物を縫い合わせた羽織を常に着ている。役回りはコメディリリーフでひょうきんな性格。かつて「風小僧」と名乗ってコソ泥をしていた経験があるので、屋敷の天井裏に潜入して情報収集をすることもあるが、その度に金をせびっている。（その逆の立場のパターンで読売のネタ集めの時、長七郎が目撃した時の情報を聞き出す時、長七郎に「いくら出す？」と聞かれ、長七郎の飲んでいた酒に指差しして、「これおごる！」と言い、「これ、俺のだよ！」と長七郎に怒られた。）、いたって単純で金儲けしようとして失敗（右平次から将軍家に鯛を献上すると、500両から1000両ぐらいもらえると聞き、江戸の晴海で鯛を釣ろうとして、大失敗する。おれんに「バカだね！それはおめで鯛と言うんだよ！鯛は八丈か駿河あたりしか釣れない。」と呆れられる。辰三郎は「だって海繋がってるでしょ。」と単純すぎる反論をしたが無視された。）したり、女好きでそのことから敵の罠に嵌ったり（第1シリーズSP-1「海を渡る五十万両」）、災難に巻き込まれる（第3シリーズ第19話）ことがしばしばあるのでよくおれんに怒られている。また、スリの経験があったらしいのだが、同業者と気づかずにあっさり掏られてしまうことがある。このため、ダメなところもあるものの男気はあって、しっかりとしたところも見せており感謝されたこともある。（例としては、第3シリーズ15話がある。）天涯孤独の身で弟がいたが、生まれて間もなく病死してしまった（第1シリーズ第31話）。第3シリーズでは、2年ぶりに江戸に戻ってきた長七郎が「浪花屋」の居候になったため、おれんの頼みから「浪花屋」へ転職する。各シリーズごとに髪型が変化していく。
- 三宅宅兵衛：下川辰平（第1シリーズ第1話～第20話、SP-2「長七郎立つ!江戸城の対決」～第53話、第56話～第66話、第69話～第118話、第2シリーズ・第3シリーズ）

駿河家の元家臣であり長七郎の忠臣。愛称「宅さん」。口髭がトレードマーク。初期の頃は市井での生活に馴染めず、長七郎が江戸城で御政道に就く事を望んだり、おれんを「おれん殿」と呼んだり事件に関わろうとする長七郎を心配し過ぎることがあった。腰痛持ちでたびたび発症する。そのため一時伊豆へ湯治に行き江戸を離れていた。第1シリーズ第88話で本人が知らぬところで娘、お町がいたことが判明するがお町本人は他界しており対面は叶わなかった。

### 夢楽堂
- おれん：野川由美子（第1シリーズ第1話～第45話、第47話～第56話、第57話、第60話～第66話、第68話～第108話、第110話～第2シリーズ第8話、第10話～第3シリーズ第1話、SP-1「長七郎の陰謀」）

読み売り屋「夢楽堂」の女主人。かつて「夢楽堂」では先代が枕絵を販売していた時期があり、生理的に受け付けず嫌気が差して盛り場に通っていたため、瓦版に対して誇りがある。長七郎を「長さん」・辰三郎を「辰」と呼び（たまに辰ちゃん）、辰三郎のツッコミ的存在。長七郎とは身分を越えた絶大な信頼関係で結ばれ、それが第3シリーズSP-1「長七郎の陰謀」でニセ長七郎を見破る決め手になった。
- 牛吉：髙品格（第1シリーズ～第2シリーズ第6話、第9話～第14話、第18話～第20話、第22話～第35話）

「夢楽堂」の従業員。おれんを「お嬢さん」と呼び、約20年の付き合いがある。家族構成は明確ではないが、第1シリーズでは姪が登場し、第2シリーズでは実は隠し子がいることが明かされた（第2シリーズ第24話）。第2シリーズ第35話で昔なじみのおちかと共に伊豆へ旅立った。
- 田村右平次：加藤純平（第1シリーズ第1話～第31話、第33話～第34話）

忠長の側用人だった田村左平太の遺児で長七郎の忠臣。愛称「平さん」。誠実で真面目な性格。第34話で旅先の佐渡で凶弾に倒れ､荼毘に付される。
- おきみ：伏見尚子（第1シリーズ第1話～第31話、第33話～第34話）

「夢楽堂」の従業員。
- 柿森五郎太：篠塚勝（第1シリーズSP-2「長七郎立つ!江戸城の対決」～第39話、第41話～第45話、第47話～第118話）

武士になることを夢見る若者。武蔵国秩父出身。総髪の浪人の姿だが、百姓の生まれで母親を無礼討ちにされたことがきっかけで、仇を討つために侍の姿をしている。長七郎と出会い、夢楽堂に居候する。熱血漢でやや単純な性格のため、やる気が空回りしてしまうことがある。辰三郎からは「カッペ」と呼ばれることがある。
- おさと：丘野桃子（第1シリーズSP-2「長七郎立つ!江戸城の対決」～第39話、第41話～第45話、第47話～第118話）

「夢楽堂」の従業員。金銭に細かいため、会計係を担当している。顎にほくろがある。初めは長七郎の正体を知らなかった。
- 友吉：宮川一朗太（第2シリーズSP-1「千姫有情、母ありき」～第36話）

「夢楽堂」の住み込みの従業員。真面目で正義感の強い若者。ややお人好しで融通の利かないため、騒動に巻き込まれることが多々ある（第2シリーズSP-2「天下を取れ!仕掛けられた反乱」、第21話）。第36話でようやくお光と結ばれるが、祝言を前にして連続誘拐事件の張本人の横山摂津守に攫われたお光を救おうとするも配下の笹木の凶刃に命を落とす。
- 利助：新田純一（第2シリーズSP-4「ふたり長七郎・京の舞い」～SP-6「最後の挑戦・さらば長七郎」）

死亡した友吉に代わって新しく加わった住み込みの従業員。絵草子屋に勤めていたので絵が上手い。
- お光：速川明子（第2シリーズ）

「夢楽堂」の住み込みの従業員。同じ夢楽堂の友吉とは恋仲であったが祝言直前に友吉を失う悲劇に見舞われる（第2シリーズ第36話「友吉、愛に死す」）。その後も引き続き「夢楽堂」で働き続け、第2シリーズ最終話（SP-6「最後の挑戦・さらば長七郎」）では「夢楽堂」を去る長七郎と宅兵衛を涙ながらに見送った。

### 浪花屋
- 浪花屋喜久蔵：芦屋雁之助（第3シリーズ第1話～第4話、第6話～第11話、第14話～第36話、SP-2「虫ケラ一匹なればこそ、最後の剣舞い」）

口入屋「浪花屋」の主人。男やもめのため、遊び好きで朝帰りしたりするが、顔の傷や痣でおなつにすぐバレる。鯖が嫌い（第1話）。最終回SP「虫ケラ一匹なればこそ、最後の剣舞い」で、酒井讃岐守の陰謀に巻き込まれ、忍びに捕らえられたおなつとおはるを救おうと遺書を残して、単身、立ち向かっていくも非業の最期を遂げる。
- おなつ：東ちづる（第3シリーズ第1話～第17話、第19話～第33話、第37話～SP-2「虫ケラ一匹なればこそ、最後の剣舞い」）

喜久蔵の娘で未亡人。最終回SP「虫ケラ一匹なればこそ、最後の剣舞い」で実の父が喜久蔵ではなく、さる旗本の侍であることが判明する。
- おはる：立花理佐（第3シリーズ第1話～第33話、第35話～SP-2「虫ケラ一匹なればこそ、最後の剣舞い」）

おなつの妹。第1話で大奥に行儀見習いとして奉公に出されるが、宗冬を自害に追い込む陰謀を聞かれたと、幕府の有力者に誤解され命を狙われ脱走するも、長七郎に救われてからは親しくなる。

### 宗冬一派
- 柳生宗冬：丹波哲郎（特別出演）（第1シリーズ第1話、第2話、最終話（第118話）、第3シリーズ第1話、第1シリーズのスペシャル2以降の各スペシャル、第2シリーズの各スペシャル）

大目付（史実では、書院番）、もしくは飛騨守（史実と同じ官位）。長七郎の剣術の師匠をしたほどの剣豪（史実の宗冬も剣豪だった）。表向きは徳川家安泰の為と言いながら内心は柳生一門の勢力を江戸城内で磐石に固める事を目論む｡SPでは藩の取り潰しや由井正雪への間接的な援助､もしくはその回の事件に乗じて長七郎の暗殺を狙うなど様々な陰謀を企む。その一方では兵庫の足抜けを許したり、草の者を協力させたり（第1シリーズSP-5「母は敵か?!正雪の陰謀」）、雪姫と思しき娘を町人の娘として扱い刺客を追い払う（第1シリーズSP-6「風雲! 旗本奴と町奴」）など懐の広い一面も見せている。さらに第3シリーズ第1話では、江戸を離れていた長七郎を敵でありながらも江戸に戻るよう依頼するなど、清濁併せ呑む信条がゆえに腹の底が読めず、食えない人物。
- 沢木兵庫（そば屋の六）：三田明（第1シリーズ第1話～第45話、第47話～第67話、第69話～第2シリーズSP-4「ふたり長七郎・京の舞い」）

宗冬配下の忍び。通称「そば屋の六さん」。当初は長七郎の監視役として、気づかれないように屋台のそば屋を装っていた（とはいえ、長七郎は見破っていた）が、さりげなく必要な情報を教えたり、目立たない程度に援護をしたりしていた。初期は、武士風体で宗冬に結果を報告したり、黒の忍び装束で長七郎らに手を貸していた。自慢の二八そばの味は絶品らしく長七郎たちは常連でよく食べている。第1シリーズ第19話で使命に疑問を持ち、宗冬を裏切って抜け忍となった後は長七郎の忠臣となり、情報収集や場合によって殺陣に加わる。第2シリーズSP-4「ふたり長七郎・京の舞」で柳生宗冬に斬られながらも、長七郎に敵の真の狙いを告げて力尽きる。
- あかね：佳那晃子（第1シリーズ第35話、第37話、第39話、第43話～第44話、第47話、第52話、第59話、第61話、第64話～第67話、第75話、第77話、第79話～第81話、第85話、第94話～第95話、第97話、第115話、第118話）

兵庫に代わって長七郎の監視役となった宗冬配下のくノ一。普段は髪結い屋に扮し、夢楽堂に出入りしている。兵庫同様、自分の使命に対して次第に疑問を持ち始めていき、必要な情報を教えて協力するようになる。匕首や鎖分銅を常に携帯しており、黒の忍者装束で活動する。最終話で兵庫同様、抜け忍となって長七郎に別れを告げ、何処かへと姿を消した。
- お銀：高木美保（第2シリーズSP-4「ふたり長七郎・京の舞い」～SP-6「最後の挑戦・さらば長七郎」[注 31]）

宗冬配下の忍び。通称「鍼師お銀」。鍼師の腕は確かで、腰痛持ちの宅兵衛にとっては大事な存在。鉄舟と同様、恵比寿長屋で開業している。兵庫同様、長七郎の監視役だったが、第2シリーズSP-5「長七郎、大奥まかり通る」で約1年の監視を経て、自分の使命に疑問を持ち、宗冬に談判した後に仲間の小弥太を倒して宗冬を裏切るが…。
- 文蔵：西沢利明（第1シリーズ第19話、第35話、第37話[注 32]、第44話、SP-3「柳生の陰謀」）

宗冬配下の忍び衆の小頭。幕府の為にならぬ旗本大名らを取り潰す工作を行う。
- 小弥太：石橋正次（第2シリーズSP-4「ふたり長七郎・京の舞」、第48話、SP-5「長七郎、大奥まかり通る」）

宗冬配下の忍び。

### その他
- 酒井讃岐守忠勝：鈴木瑞穂（第1シリーズ第2話、第4話・第2シリーズSP-1「千姫有情、母ありき」）→ 金田龍之介（第3シリーズSP-1「長七郞の陰謀」、SP-2「虫ケラ一匹なればこそ、最後の剣舞い」）

第1シリーズ、第2シリーズではさしたる動きを見せなかったが、第3シリーズでは己の権勢欲を剥き出しにして邪魔な長七郎を亡きものにしようとする。
- 吹雪：石倭裕子（第3シリーズSP-1「長七郎の陰謀」）→ 栗田陽子（第3シリーズSP-2「虫ケラ一匹なればこそ、最後の剣舞い」）

黒部党のくノ一。
- 酒井雅楽頭忠清[注 33]：内藤武敏（第2シリーズSP-2「天下を取れ!仕掛けられた反乱」、SP-3「一心太助とご落胤・男一匹ここにあり」、SP-5「長七郎、大奥まかり通る」、第62話、SP-6「最後の挑戦・さらば長七郎」）

大老。
- 徳川家光：高橋幸治（第1シリーズSP-2「長七郎立つ!江戸城の対決」）→ 有島淳平[注 34]（第1シリーズSP-4「怨霊見参!長七郎、弟と対決」）→ 川津祐介（第1シリーズSP-7「血闘・荒木又右衛門」）

江戸幕府第3代将軍。劇中では第1シリーズ最終話（第118話）で逝去した。
- 竹千代：稲垣昌和（第1シリーズ第2話）→ 徳川家綱：中村彰良（第2シリーズSP-3「一心太助とご落胤・男一匹ここにあり」）→ 若菜孝史（第2シリーズSP-5「長七郎、大奥まかり通る」、SP-6「最後の挑戦・さらば長七郎」、第3シリーズ第1話、SP-1「長七郎の陰謀」）

江戸幕府第4代将軍。
- おきよ：広瀬あゆみ（第2シリーズSP-1「千姫有情、母ありき」～第10話、第12話～第14話、第20話、SP-3「一心太助とご落胤・男一匹ここにあり」）

辰三郎の内縁の女房。第2シリーズSP-1「千姫有情、母ありき」では新婚で仲が良かったが、しだいに辰三郎の方から不満を漏らし始め、第2シリーズSP-3「一心太助とご落胤・男一匹ここにあり」で辰三郎に書き置きを残して何処かへ行ってしまった。
- 松坂鉄舟：竜雷太（第2シリーズSP-4「ふたり長七郎・京の舞い」～SP-6「最後の挑戦・さらば長七郎」[注 35]）

長崎帰りの蘭方医。長崎から江戸に向かう途中、京都で長七郎たちと出会い、事件解決後は恵比寿長屋で開業する。医学だけでなく、火薬に興味を持ったことから自作の煙玉を使用することがある。
- 青目慎太郎：国広富之（第3シリーズ第1話～第33話、第35話～SP-2「虫ケラ一匹なればこそ、最後の剣舞い」）

南町奉行所同心。甲賀忍びの末裔（第3シリーズ第5話「葵小僧推参!」）。当初は事件に首を突っ込む長七郎を怪しんでいたが、後に辻斬り事件の張本人の神保山城守に嵌められ、濡れ衣を着せられた上に愛刀・大般若長光を奪われた長七郎に対して半信半疑の思いを抱くも、真の正体を知り、以後彼に協力するようになる（第3シリーズ第21話「罠に掛った長七郎」）。屋敷に潜入する際は、青の忍者装束姿に変身する。本人曰く、上司からの受けは悪いらしい（第3シリーズSP-1「長七郎の陰謀」）。
- 要町の文次：螢雪次朗（第3シリーズ第1話～第23話、第25話、第27話～第30話、第32話～第33話、第38話～SP-2「虫ケラ一匹なればこそ、最後の剣舞い」）

青目配下の岡っ引き。7歳を筆頭に5人の娘がいる（第3シリーズ第30話「十手子守歌」）。辰三郎から「ブンブン」と呼ばれている。

### ナレーター
- 内藤武敏（第1シリーズ第1話～第34話）
- 黒沢良（第1シリーズSP-2「長七郎立つ!江戸城の対決」以降の全話）

## サブタイトルリスト
※各話数一覧と放送日程（一番右側はゲスト出演者紹介）
※その他の出演者は役名が記載されない為、クレジットは当て字。

### 第1シリーズ
| 話数    | 放送日     | サブタイトル                          | 脚本              | 監督              | ゲスト出演者 |
| ------- | ---------- | ------------------------------------- | ----------------- | ----------------- | --- |
| 第1話   | 1983.10.18 | 「風流双面（ふたおもて）草紙」        | 小川英 杉村のぼる | 松尾昭典          | 牧野主膳：原田大二郎 留吉：高松しげお お加代：清水めぐみ 黒木主水：川合伸旺 原田：山本昌平 浪人：森章二 五島左内：峰蘭太郎 徳川忠長：中村錦司 お福：志乃原良子 お美代：種浦琴巳 偽の長七郎：新城邦彦 浪人：木谷邦臣 浪人：白井滋郎 同心：遠山金次郎 ：泉好太郎 ：高木吉治 ：武井三二 ：小坂和之 |
| 第2話   | 1983.10.25 | 「風流献上鷹始末」                    | 小川英 尾西兼一   | 松尾昭典          | お里：大場久美子 高須隼人：内藤武敏 酒井讃岐守忠勝：鈴木瑞穂 外山佐仲：青木義朗 喜兵衛：垂水悟郎 跡見十郎太：田中浩 安藤：笹木俊志 山口：藤沢徹夫 林：丘路千 ：西山清孝 ：矢部義章 ：志茂山高也 ：大矢敬典 ：司裕介 ：奔田陵 ：畑中伶一 竹千代：稲垣昌和 ：星野美恵子 |
| 第3話   | 1983.11.01 | 「風流山王祭」                        | 小川英 尾西兼一   | 黒田義之          | 彦右衛門 / 鎌治郎（二役）：高松英郎 お筆：田島令子 お百：島村晶子 お種：和田かつら 清助：大木晤郎 ：白川浩二郎 ：壬生新太郎 ：藤長照夫 ：小谷浩三 ：北村明男 ：椿竜二 ：永田登志雄 ：石井洋充 ：市条享 ：甘枝清 ：上野秀年 ：前川恵美子 |
| 第4話   | 1983.11.08 | 「風流編笠節」                        | 白井更生          | 黒田義之          | 酒井讃岐守忠勝：鈴木瑞穂 花井左近：松橋登 伊曽の局/徳子：根本律子 皐月：小畠きぬ子 石井惣右衛門：浜田晃 綾部弥一郎：黒部進 川島：川浪公次郎 酒田：高並功 商人：疋田泰盛 野次馬：波多野博 女将：富永佳代子 おきよ：末永厚子 ：池田謙治 ：高谷舜二 ：木下通博 ：大月正太郎 ：東孝 ：長沢義典 ：高橋弘志 ：岡田和範 ：清家三彦 |
| 第5話   | 1983.11.15 | 「風流みだれ囃子」                    | 櫻井康裕          | 倉田準二          | 吉蔵：森次晃嗣 お袖：佐藤万理 川上源左衛門：高野真二 畔倉十鬼：宮口二朗 高力忠房：武内亨 喜兵衛：藤沢薫 武部：出水憲司 家臣：森源太郎 戸田屋：市川男女之助 飴屋：福本清三 うどん屋：大城泰 易者：宮城幸生 ：細川純一 ：福中勢至郎 ：稲田龍雄 ：真弓利雄 |
| 第6話   | 1983.11.22 | 「風流敵討ち狂言」                    | 鈴木生朗          | 倉田準二          | 霧浪萬次郎：坂東正之助 沖の井：本阿弥周子 長橋外記：上野山功一 文平：山村弘三 座元：北見唯一 徳川忠長：中村錦司 荒井：有川正治 道庵：和田昌也 辻村：小峰隆司 千吉：稲健二 伊助：山戸剛 弥次馬：浅井誠 ：藤枝政巳 ：入江武敏 ：小西博和 ：青野真巳 ：三星登史子 ：鈴川法子 ：細見久美 ：伊東由美 |
| 第7話   | 1983.11.29 | 「風流あずま歌」                      | 横田与志          | 斎藤光正          | 雨宮祐徳：久米明 倉持主馬：菅貫太郎 原島源三郎：和崎俊哉 雨宮桜江：井原千寿子 木沢左内：中田博久 志津：志乃原良子 太一郎：滝竜太 近藤：柳原久仁夫 ：前川恵美子 ：竹本貴志 ：森山紹秀 ：川勝誠 ：長沢義典 |
| 第8話   | 1983.12.06 | 「風流五三の桐変化」                  | 白井更生          | 斎藤光正          | 伊吹播磨 / 榊山泰之進（二役)）：長谷川明男 松平伊豆守：御木本伸介 桂木：原口剛 市村：佐伯徹 豊臣国松：高峰圭二 依姫：仁和令子 黒田甲斐守：永野辰弥 藤堂大学頭：溝田繁 店者：重久剛 流人：鈴木康弘 武士：平沢彰 早馬侍：五十嵐義弘 ：疋田泰盛 ：白井滋郎 ：藤沢徹夫 ：星野恵美子 ：神東利衣 ：畑中伶一 ：北村明男 ：武田文雄 ：浅田祐二 ：上野和範 |
| 第9話   | 1983.12.13 | 「風流悪人狩り」                      | 白井更生          | 斎藤光正          | お芳：市毛良枝 大野屋喜十郎：睦五郎 大石要：田中浩 銀蔵：市川好朗 川瀬源之進：井上博一 佐平：大場順 館野：入江慎也 牢番：石倉英彦 勘十：酒井努 半次：野口貴史 石谷将監：森下鉄朗 ：北村明男 ：外山みどり ：勝山純子 ：春藤真澄 |
| 第10話  | 1983.12.20 | 「風流手まり唄」                      | 鈴木生朗          | 斎藤光正          | お浪：島村佳江 おかね：正司花江 おつる：市丸和代 小堀道阿弥：橫沢祐一 土屋丹後：小林勝彦 黒住修理：中村孝雄 荒牧：有川正治 田原源太郎：西園寺章雄 喜兵衛：佐々山洋一 権藤：白井滋郎 お熊：武田てい子 |
| 第11話  | 1983.12.27 | 「風流浮世絵崩し」                    | 白井更生          | 黒田義之          | おいと：岡田奈々 源次：織本順吉 真部大膳：藤岡重慶 榊陣兵衛：石橋雅史 上月頼母：唐沢民賢 松蔵：手塚茂 太平：小林芳宏 弥吉：石井茂樹 勘助：遠山二郎 加藤：楠年明 お内儀：宮本毬子 おまさ：笠間一寿美 浪人：岩尾正隆 ：笹木俊志 ：西山清孝 ：峰蘭太郎 ：有島淳平 ：森源太郎 ：清家三彦 ：東父岡勇二 ：神田めぐみ |
| 第12話  | 1984.01.10 | 「風流蛇女騒動記」                    | 小川英 杉村のぼる | 黒田義之          | お豊：日向明子 久蔵：森幹太 川口屋：北原義郎 銀次：松山照夫 矢崎：五味龍太郎 前原：山本一郎 遊び人：滝譲二 かごや：原一平 佐吉：新城邦彦 浪人：福本清三 ：徳永まゆみ ：依田美加 ：武井三二 ：高木吉治 ：波多野博 ：矢部義章 ：浅野省吾 ：山田良樹 ：岡田和範 ：甘枝清 ：松原健司 ：野村鬼笑 |
| 第13話  | 1984.01.17 | 「風流乙女慕情」                      | 小川英 尾西兼一   | 岡本静夫          | お小夜：西崎みどり 有田慎之介：草川祐馬 阿藤忠清：久保明 牧田：下元年世 松吉：須永克彦 近江屋：市川男女之助 邦之進：邦保 柴崎大膳：国一太郎 |
| 第14話  | 1984.01.24 | 「琉球使節異聞」                      | 山本英明          | 岡本静夫          | おみね：千野弘美 政五郎：本郷淳 小林高斎：遠藤太津朗 稲葉相模守：中山昭二 曽根監物：永田光男 中津小弥太：川浪公次郎 琉球使節：有島淳平 お内儀：富永佳代子 人足：疋田泰盛 ：壬生新太郎 ：小坂和之 ：藤山良 ：大矢敬典 ：藤長照夫 ：長沢義典 ：井川孝 ：川辺祐太郎 |
| 第15話  | 1984.01.31 | 「通りゃんせ小太郎」                  | 下飯坂菊馬        | 松尾昭典          | おてい：結城しのぶ 朽木民部：江見俊太郎 朽木波二郎：成瀬正 大林算喜：剣持伴紀 丑之助：森章二 おむら：津島みどり 小太郎：加瀬悦孝 老中：林彰太郎 ：木谷邦臣 ：志茂山高也 ：遠山金次郎 ：森源太郎 ：星野美恵子 ：東父岡勇二 ：永田登志雄 ：武田文雄 |
| 第16話  | 1984.02.07 | 「仇討ち免許状」                      | 櫻井康裕          | 松尾昭典          | 江口昌之介：仲雅美 千鶴：大塚良重 戸田右京：伊達三郎 肥前屋：天草四郎 おりん：桂川京子 お八重：中塚和代 檜垣：阿波地大輔 藩士：西山清孝 加納：笹木俊志 |
| 第17話  | 1984.02.14 | 「はぐれ千鳥」                        | 鈴木生朗          | 松尾正武          | おぶん：山本みどり 黒沢半太夫：亀石征一郎 森伝九郎：片桐竜次 相模屋五兵衛：野口元夫 庄吉：守屋俊志 ：石倉英彦 ：秋山勝俊 ：島田秀雄 ：和田昌也 ：美松艶子 |
| 第18話  | 1984.02.21 | 「友情雪の舞」                        | 横田与志          | 松尾正武          | 朝倉左内：藤巻潤 柴田外記：外山高士 野々村：草薙良一 おゆみ：丸山秀美 宗順：中島正二 留蔵：中嶋俊一 堺屋久兵衛：北原将光 朝倉小弥太：川上恭尚 ：小船秋夫 ：武井三二 ：畑中伶一 ：小坂和之 ：泉好太郎 ：那須伸太朗 ：奔田陵 ：木下通博 ：前川恵美子 ：春藤真澄 |
| 第19話  | 1984.02.28 | 「裏切り御免」                        | 小川英 四十物光男 | 斎藤光正          | 京之介：小野喬 文蔵：西沢利明 堂前景成：名和宏 野中重蔵：浜田晃 皆川嘉明：水上保広 侍：白川浩二郎 重二郎：柳川清 目付：森源太郎 門番：和田昌也 目付：疋田泰盛 ：壬生新太郎 ：小谷浩三 ：奔田陵 ：橋本和弘 |
| 第20話  | 1984.03.06 | 「かけこみ寺異聞」                    | 横田与志          | 斎藤光正          | 天秀尼：丹阿弥谷津子 堀なえ：一柳みる 村沢主膳：西山辰夫 布川十左：出水憲司 鮫島：滝譲二 おるい：沢亜樹 堀主水：入江慎也 ：伊東亮英 ：宮城幸生 ：小峰隆司 ：依田美加 |
| 第21話  | 1984.03.13 | 「母恋草」                            | 池田一朗          | 澤田幸弘          | 日野弾正：藤岡重慶 石田日向守忠次：伊東達広 市造：小宮健吾 お美和：有吉ひとみ 一平：坂口弘樹 甚兵衛：海老江寛 榊原：田畑猛雄 徳兵衛：笹吾朗 岩渕：五十嵐義弘 上島丹波：福本清三 山中：木谷邦臣 河合：司裕介 梅吉：小船秋夫 長屋の女：春藤真澄 侍女：高橋かおり 侍女：鈴川淳子 |
| 第22話  | 1984.03.20 | 「狙われた姫君」                      | 鈴木生朗          | 澤田幸弘          | おてる：藤吉久美子 松田伊織：伊吹剛 永井監物：玉川伊佐男 岩崎：三浦真弓 田所修理：河合絃司 大場甚内：五味龍太郎 大関伊予守：寺下貞信 万之助：白井滋郎 伴作：大木晤郎 武士：森山紹秀 茶店の婆：大江光 甚内の配下：石井洋充 |
| SP-1    | 1984.04.03 | 「海を渡る五十万両」（90分）          | 小川英 尾西兼一   | 松尾昭典          | 海坊主：竜雷太 愛蘭：ジュディ・オング 王泰順：小池朝雄 鄭成功：木之元亮 お浜：芦川よしみ 尾張大納言義直：加賀邦男 胡范：竜咲隼人 チェン：峰蘭太郎 天海：笹木俊志 ：宮城幸生 ：遠山金次郎 ：細川純一 ：矢部義章 |
| 第23話  | 1984.04.24 | 「夜明けのうた」                      | 白井更生          | 原田雄一          | 関野半四郎：長谷川明男 大次郎：池田直人 浜田道喜：西本裕行 小栗白雲斉：戸浦六宏 戸田：石橋雅史 宿場役人：波多野博 津久井：志茂山高也 浪人：細川純一 客：泉好太郎 若い男：窪田弘和 助手：永田登志雄：富永佳代子 ：奥谷寿美子 ：徳永まゆみ |
| 第24話  | 1984.05.01 | 「活鯛献上始末記」                    | 名倉勲            | 原田雄一          | やえ：三浦リカ 弥助：佐藤仁哉 土岐播磨守：菅貫太郎 大和屋長兵衛：原口剛 治平：北見唯一 星野伝右衛門：玉生司朗 田島新兵衛：中村錦司 藤川十郎太：有川正治 西屋甚右衛門：山田良樹 大野九郎兵衛：丘路千 |
| 第25話  | 1984.05.08 | 「独りぼっちの草笛」                  | 白井更生          | 岡本静夫          | 田沢：天田俊明 菊乃：佐野アツ子 伊丹頼一郎：石山律雄 新之助：加瀬悦孝 山根刑部：高野真二 山城屋宗兵衛：西山嘉孝 伊丹頼次郎：白井滋郎 源太：田中圭 仙吉：滝竜太 おしの：野口一美 直助：松尾淳司 与吉：三木健作 村井：白川浩二郎 伊丹頼母：那須伸太朗 胴元：秋山勝俊 ：小坂和之 ：内藤康夫 ：清家三彦 ：北村明男 |
| 第26話  | 1984.05.29 | 「右平次が打首になる日」              | 小川英 胡桃哲     | 高倉祐二          | 兵頭数馬：北詰友樹 大久保長門：遠藤太津朗 北沢左十郎：灰地順 黒崎：新海丈夫 村川玄蔵：武内文平 立花：出水憲司 検死役人：波多野博 お駒：山口朱美 ：峰蘭太郎 ：司裕介 ：吉田信夫 ：依田美加 |
| 第27話  | 1984.06.05 | 「仇花、風に舞う」                    | 下飯坂菊馬        | 岡本静夫          | おりく：新藤恵美 佐久間隼人：南城竜也 おたき：立枝歩 阿部豊後守：小林勝彦 孫兵衛：木村元 脇坂：岩尾正隆 小室：木下通博 清水：石倉英彦 ：星野美恵子 ：福中勢至郎 ：稲泉智万 ：泉好太郎 |
| 第28話  | 1984.06.19 | 「月夜の闇退治」                      | 奥村俊雄          | 吉川一義          | お光：内山みどり 喜兵衛：田中春男 黒木備前守：亀石征一郎 関屋藤兵衛（霞の藤兵衛）：早川雄三 田中：中田博久 仙吉：吉田豊明 仁造：伴勇太郎 矢八：小峰隆司 文造：疋田泰盛 伊助：有島淳平 おさよの父：大月正太郎 おさよ：高橋美樹 田所新之助：山田良樹 長屋の男：高谷舜二 長屋の女：富永佳代子 |
| 第29話  | 1984.06.26 | 「黄色いカラス」                      | 中野顕彰          | 岡本静夫          | お絹：榊原るみ 朝倉要之進：久富惟晴 津上一馬：睦五郎 大二郎：谷村隆之 佐久間：内田勝正 辻：黒部進 |
| 第30話  | 1984.07.03 | 「剣客有情」                          | 鈴木生朗          | 吉川一義          | 牧村隼人：綿引勝彦 園江 / お浪（二役）：島村佳江 佐伯重四郎：和崎俊哉 伊沢勝之進：大場順 矢部帯刀：上野山功一 茨木軍兵衛：佐藤京一 一心斉：中村錦司 斉藤：木谷邦臣 東野佐兵衛：入江慎也 ：遠山金次郎 ：池田謙治 ：小谷浩三 ：西山清孝 ：淡路康 ：石井洋充 ：武井三二 ：前川恵美子 |
| 第31話  | 1984.07.24 | 「日陰に咲く花」                      | 白井更生          | 岡本静夫          | おぬい：風祭ゆき お芳：清水めぐみ 松蔵：難波利幸 土屋頼母：西山辰夫 鏑木伊三郎：成瀬正 塚口庄之助：牧冬吉 横渕：滝譲二 川田：徳田実 ：三浦徳子 ：畑中伶一 ：小船秋夫 ：北原将光 |
| 第32話  | 1984.08.21 | 「とらわれた長七郎」                  | 小川英 胡桃哲     | 松尾正武          | 伍助：うえだ峻 お園：木村弓美 太吉：柴田一幸 真弓田備前：永田光男 小野沢：堀田真三 川村：沖田峻一郎 徳蔵：森章二 弥太：広瀬義宣 殿村隼人：五味龍太郎 ：森源太郎 ：大月正太郎 ：小船秋夫 浪人：小峰隆司 松坂八郎太：遠藤太津朗 |
| 第33話  | 1984.09.04 | 「影討ち」                            | 白井更生          | 髙倉祐二          | 浅尾清之助：島田順司 浅尾新太郎：沖田さとし 出石主水：勝部演之 高垣鉄之進：時本和也 丹羽左京太夫：伊東達広 丹羽左馬助：北條清嗣 お市の方：長尾深雪 信乃：立花愛子 平戸源兵衛：淡路康 |
| 第34話  | 1984.09.18 | 「佐渡に輝く星一つ」                  | 横田与志          | 松尾正武          | 伊丹新左衛門：倉石功 しの：松岡ふたみ 小島重蔵：江見俊太郎 桑田甚兵衛：唐沢民賢 越前屋：鈴木康弘 村人：蓑和田良太 雲水：福本清三 作造：宮城幸生 留吉：波多野博 門番：遠山金次郎 白装束の行者：西山清孝 白装束の行者：矢部義章 白装束の行者：白井滋郎 白装束の行者：高橋弘志 白装束の行者：小谷浩三 白装束の行者：浅野省吾 白装束の行者：東孝 |
| SP-2    | 1984.10.02 | 「長七郎立つ!江戸城の対決」（120分）  | 小川英 胡桃哲     | 斎藤光正          | 徳川家光：高橋幸治 弁之助：白龍光洋 由比正雪：中尾彬 お雪：金沢碧 千草：香山まり子 たみ：京春上 滝沢民部：菅貫太郎 沢村：宮内洋 川口：宮口二朗 半助：うえだ峻 中村菊之助：中村錦司 源造：日高久 侍：出水憲司 ：川浪公次郎 ：波多野博 ：平河正雄 ：遠山金次郎 ：遠山金次郎 ：有島淳平 柳生の忍び：笹木俊志 ：那須伸太朗 ：森山紹秀 ：東孝 ：岡田和範 ：妹尾友信 ：浅田誠 ：山崎修 ：瓜生やすきよ ：近藤健二 ：田庭崇 ：松本やよい 京極忠継：浜畑賢吉 以下はノンクレジット ：宮城幸生 ：小峰隆司 ：矢部義章 ：小船秋夫 柳生の忍び：森山陽介 芝居の見物客：鈴川法子 ：司裕介 |
| 第35話  | 1984.10.16 | 「さむらい瓦版」                      | 小川英 胡桃哲     | 小澤啓一          | お志津：萩尾みどり 鳴海半兵衛：柴田侊彦 文蔵：西沢利明 本郷能登守：名和宏 野々宮半蔵：内田勝正 高井左内：岩田直二 覚円：きくち英一 鳴海多門：永田光男 寺男：伝法三千雄 神主：有島淳平 ：藤原桜子 ：長田智子 ：木谷邦臣 ：奔田陵 |
| 第36話  | 1984.10.23 | 「べに椿異聞」                        | 小川英 尾西兼一   | 澤田幸弘          | お登勢 / お千佳（二役）：岡本舞 門馬十蔵：原口剛 仙渓：原田樹世土 橘屋：須永克彦 市太郎：石倉英彦 定吉：井上茂 仙休：有島淳平 碓井：野上哲也 ：永田登志雄 ：谷口孝史 |
| 第37話  | 1984.10.30 | 「いたずら小鳥」                      | 鈴木生朗          | 小澤啓一          | おちよ：桜千春 おひさ：有吉ひとみ 伊之助：森下哲夫 文蔵：西沢利明 巴屋市兵衛：織本順吉 青山大膳：和崎俊也 近江屋喜助：江見俊太郎 大黒屋清七：大木晤郎 おかね：木下サヨ子 おまつ：河野元子 弥吉：柳原久仁夫 ：疋田泰盛 ：森源太郎 ：淡路康 ：小谷浩三 ：富永佳代子 ：畑野弘美 ：東父岡勇二 |
| 第38話  | 1984.11.06 | 「風魔一族の陰謀」                    | 白井更生          | 澤田幸弘          | 天樹院：小畠きぬ子 春日井：野口ふみえ 深草中将忠麿：原田大二郎 伏見宮顕子 / 八ツ手（二役）：駒田真紀 音羽：一柳みる 風魔小弥太：上野山功一 今井：田畑猛雄 竹千代：斉木新吾 ：山田良樹 ：竹内健一 ：木谷邦臣 ：壬生新太郎 ：奔田陵 ：笹島ゆき |
| 第39話  | 1984.11.13 | 「旗本愚連隊」                        | 奥村俊雄          | 吉川一義          | 榊新十郎：伊吹剛 沼沢陣内：田中浩 矢部左内：大場順 榊与右衛門：武内文平 伊助：北見唯一 おきぬ：片山由香 若年寄：邦保 津山弥九郎：白井滋郎 ：平河政雄 ：大内正太郎 ：竹内健太郎 ：妹尾友信 ：廿枝靖 |
| 第40話  | 1984.11.20 | 「望郷」                              | 横田与志          | 髙倉祐二          | 渡辺幸庵：小沢栄太郎 りつ：山本郁子 阿部対馬守：加賀邦男 篠沢嘉門：西山辰夫 倉橋：浜崎満 井沢：小峰隆司 河野：下元年世 ：宮城幸生 ：泉好太郎 ：大矢敬典 ：吉田信夫 ：武井三二 ：西山清孝 ：矢部義章 ：井川孝 ：清家三彦 ：国枝伸之介 |
| 第41話  | 1984.11.27 | 「故郷が呼んでる」                    | 中野顕彰          | 吉川一義 髙倉祐二 | おしげ：初井言栄 巳之吉：丹波義隆 おゆき：内山みどり 坂部義勝：外山高士 小六：吉田豊明 大黒屋徳兵衛：永野辰弥 若年寄：溝田繁 水野信幸：坂口徹郎 ：出水憲司 ：泉好太郎 ：東孝 ：星野美恵子 |
| 第42話  | 1984.12.04 | 「大江戸哀歌」                        | 奥村俊雄          | 倉田準二          | お袖：三浦リカ 仙吉：伊庭剛 太吉：鹿又裕司 沼倉陣兵衛：高野真二 矢部左内：石橋雅史 銀次：吉中六 勘太：山本一郎 若主人：新城邦彦 口入れ屋の主人：笹吾朗 ：勝野賢三 ：森源太郎 ：司裕介 ：小谷浩三 |
| 第43話  | 1984.12.11 | 「宅兵衛の子守唄」                    | 鈴木生朗          | 小澤啓一          | 志乃：平淑恵 稲垣重兵衛：安井昌二 大前屋清蔵：八名信夫 岩間左兵衛：五味龍太郎 駒吉：舟倉由佑子 おしま：中塚和代 町人：山本一郎 山崎：波多野博 千造：高井清 ：諏訪裕子 ：沢田美恵子 ：勇家寛子 ：壬生新太郎 ：司裕介 ：森山陽介 |
| 第44話  | 1984.12.18 | 「くの一有情」                        | 小川英 胡桃哲     | 松尾正武          | お葉：佐藤万理 文蔵：西沢利明 三郎左：中田博久 頭巾の侍：幸田宗丸 備前屋：長谷川弘 女郎：かわいのどか 女郎：安食文子 牧田：谷口孝史 ：小船秋夫 ：内藤康夫 ：浅田祐二 ：滝竜太 ：山田良樹 ：村田健一郎 ：勇家寛子 |
| SP-3    | 1984.12.25 | 「柳生の陰謀」（120分）               | 小川英 胡桃哲     | 小澤啓一          | 高杉新三郎：並木史朗 おゆき：松本伊代 山科勘解由：青木義朗 高杉伊予守威晴：中村竹弥 黒木兵庫：川合伸𫞂 文蔵：西沢利明 雑賀玄雲斉：伊沢一郎 徳川義直：飯沼慧 阿部対馬守：佐原健二 織部：稲垣昭三 城所：溝田繁 酒巻弥十郎：田畑猛雄 お志津：志乃原良子 中森軍兵衛：福本清三 ：西山清孝 ：大月正太郎 ：峰蘭太郎 ：宮城幸生 ：有島淳平 ：井川孝 ：平川政雄 ：武井三二 ：清家三彦 ：富永佳代子 諸星一角：夏木勲 以下はノンクレジット ：波多野博 ：疋田泰盛 藤沢徹夫 ：池田謙治 船頭：木谷邦臣 柳生の忍び：志茂山高也 |
| 第45話  | 1985.01.08 | 「瓦版始末記」                        | 池田一朗 小川英   | 小澤啓一          | くちなわの以助：睦五郎 木下大介：成瀬正 おしん：長島裕子 ぼたん屋門兵衛：岡村嘉孝 安蔵(蝮の吉蔵)：伊吹徹 七兵衛：重久剛一 春木屋の用心棒：福本清三 ：峰蘭太郎 ：上野秀年 ：小島実樹 |
| 第46話  | 1985.01.15 | 「野盗秘聞」                          | 鈴木生朗          | 居川靖彦          | 夜叉丸：大林丈史 およう：丸山秀美 大坂屋徳兵衛：高城淳一 矢野岩次郎：北原義郎 鬼丸：笹木俊志 子分：ジャング東銀 子分：中嶋俊一 ：高並功 ：川辺俊行 ：福中勢至郎 ：白川浩二郎 |
| 第47話  | 1985.01.22 | 「町に咲いた恋唄」                    | 奥村俊雄          | 髙倉祐二          | おみね：島村佳江 黒川主水：山本昌平 松前屋：須藤健 勘助：黒部進 矢崎：笹木俊志 六造：石倉英彦 ：宮城幸生 ：疋田泰盛 ：志茂山高也 ：池田謙治 ：奔田陵 ：畑中伶一 ：三星東美 ：奥谷寿美子 ：美柳陽子 |
| 第48話  | 1985.01.29 | 「疑惑の男」                          | 名倉勲            | 澤田幸弘          | およね：谷川みゆき おくみ：榊原久美子 徳次郎：藤木孝 坂田兵部：外山高士 田代多聞：山西道広 市助：草薙良一 並木半兵衛：丘路千 主人：島田秀雄 文字春：星野美恵子 ：藤沢徹夫 ：江原政一 ：上野秀年 |
| 第49話  | 1985.02.05 | 「命、売ります」                      | 白井更生          | 齋藤光正          | 佐吉：高橋元太郎 お道：木村弓美 善吉：小野隆 上杉主膳：小林勝彦 江藤：堀田真三 中井良白：河合絃司 桂庵：柳川清 藤助：下元年世 お内儀：藤山喜子 おみね：徳永まゆみ 売り子：ホープ豊 重臣：永田光男 重臣：武周暢 跡部甲斐守：大木晤郎 ：疋田泰盛 ：遠山金次郎 ：坂口弘樹 ：橋本良美 ：福本清三 ：壬生新太郎 ：藤山良 ：高谷舜二 ：泉好太郎 ：高橋弘志 ：石井洋充 |
| 第50話  | 1985.02.12 | 「お礼参り」                          | 中野顕彰          | 齋藤光正          | 佐八：うえだ峻 おみね：三浦リカ 村瀬新兵衛：亀石征一郎 仁蔵：武藤英司 多吉：赤石宗聡 才次：有川正治 居酒屋の女：藤村薫 ：鈴木康弘 ：白井滋郎 ：竹井雅文 ：藤沢徹夫 ：小峰隆司 ：木下通博 ：小笠原慶紀 |
| 第51話  | 1985.02.19 | 「黄金の夢」                          | 名倉勲            | 松尾正武          | 仙次：高松しげお おろく：河東けい おみつ：加藤由美 有馬主膳：浜田晃 近江屋宗兵衛：早川研吉 治助：森章二 井沢市之進：丘路千 源造：広瀬義宣 ：木谷邦臣 ：藤長照夫 ：菅谷浩之 ：岡嶋艶子 ：世利ゆかり |
| 第52話  | 1985.02.26 | 「幻の母を見た」                      | 中野顕彰          | 髙倉祐二          | 桑原要之進：有川博 おさち：小野さやか しず：幾野道子 島崎多門：上野山功一 立花将監：江並隆 淀屋市兵衛：武藤英司 宗安：中村錦司 ：五十嵐義弘 ：藤沢徹夫 ：山田良樹 ：波多野博 ：小峰隆司 ：小坂和之 ：石井洋充 ：窪田弘和 ：野田浩子 ：美松艶子 ：松本伸也 |
| 第53話  | 1985.03.05 | 「顔のない男」                        | 白井更生          | 倉田準二          | 尾形露之助：岡村菁太郎 お京：神保美喜 堀田石見守：御木本伸介 阿部土佐守：永井秀明 半蔵：滝川潤 永井信濃：波田久夫 中川：田中弘史 鈴木：有川正治 ：白井滋郎 ：勇家寛子 |
| 第54話  | 1985.03.12 | 「おれん慕情」                        | 小川英 胡桃哲     | 澤田幸弘          | 源三：綿引勝彦 黒川軍太夫：藤岡重慶 お島：一柳みる 銀次：沖田峻一郎 加納屋：永野辰弥 新吉：新城邦彦 半助：福本清三 ：世利ゆかり ：淡路康 |
| 第55話  | 1985.03.19 | 「春のつむじ風」                      | 鈴木生朗          | 澤田幸弘          | 乾新九郎：磯部勉 およう：中村明美 秋月河内守：御木本伸介 芦田勘兵衛：内田勝正 唐沢甚内：出水憲司 土屋信濃守：江並隆 乾新兵衛：鈴木淳 ：川浪公次郎 ：市男女之助 ：小船秋夫 |
| 第56話  | 1985.03.26 | 「母子武士道」                        | 奥村俊雄          | 髙倉祐二          | 村田りく：園佳也子 村田新之介：大橋吾郎 平吉：天草四郎 お光：篠山葉子 林田多門：北原義郎 近江屋：玉生司朗 ：五十嵐義弘 ：志茂山高也 ：遠山金次郎 ：木下通博 ：永田登志雄 ：武井三二 ：畑中伶一 ：小谷浩三 ：浅野省吾 |
| SP-4    | 1985.04.02 | 「怨霊見参!長七郎、弟と対決」（90分） | 杉山義法          | 吉川一義          | 柘植平九郎：中康次 おちか：斉藤慶子 堀尾主膳：浜田晃 阿部対馬守：幸田宗丸 稲葉豊後守：小瀬格 酒井雅楽頭：松本朝夫 黒崎弥五郎：宮内洋 神尾備前守：高杉玄 南原鉄之助：佃文五郎 源八：谷崎弘一 安藤上総守：中村錦司 高木玄蕃：丘路千 松尾源八：白川浩二郎 長野陸奥守：疋田泰盛 ：森源太郎 長野陸奥守の家臣：壬生新太郎 長野陸奥守の家臣：細川純一 長野陸奥守の家臣：波多野博 堀尾主膳の配下：白井滋郎 ：大月正太郎 ：ホープ豊 ：稲健二 あや：馬渕晴子 以下はノンクレジット 徳川家光：有島淳平 捕り方・柳生宗冬の配下・町人（三役）：西山清孝 堀尾主膳の配下：峰蘭太郎 柳生宗冬の配下：池田謙治 柳生宗冬の配下：藤沢徹夫 柳生宗冬の配下・堀尾主膳の配下（二役）：福本清三 柳生宗冬の配下：藤長昭夫 柳生宗冬の配下：木谷邦臣 柳生宗冬の配下：矢部義章 |
| 第57話  | 1985.04.16 | 「壁際族の反乱」                      | 名倉勲            | 髙倉祐二          | 前田源之進：織本順吉 勘八：小鹿番 相馬弾正：外山高士 唐津屋徳兵衛：森幹太 奥野新九郎：田畑猛雄 榊小平太：伊庭剛 藤川伝八郎：笹木俊志 ：谷口孝史 ：川勝誠 |
| 第58話  | 1985.04.23 | 「父娘のきずな」                      | 鈴木生朗          | 澤田幸弘          | 井原泰山：山谷初男 おそで：麻生美衣 森田図書：勝部演之 青雅堂：高城淳一 立花忠茂：中山昭二 柏木監物：佐原健二 加納作兵衛：楠年明 伊藤軍兵衛：滝譲二 おすが：紅萬子 ：峰蘭太郎 ：木谷邦臣 ：西山清孝 ：泉好太郎 ：清家三彦 ：長谷川直子 |
| 第59話  | 1985.04.30 | 「反骨武士は死なず」                  | 中野顕彰          | 澤田幸弘          | 市兵衛：小林昭二 お咲：佐藤万理 朝倉要之進：長谷川明男 喜作：本郷直樹 朝倉義勝：剣持伴紀 平田左内：溝田繁 榊：出水憲司 商人：千葉保 ：池田謙治 ：小坂和之 |
| 第60話  | 1985.05.07 | 「大江戸女番長始末記」                | 奥村俊雄          | 澤田幸弘          | 清吉：高岡健二 加代：芦川よしみ 但馬屋喜兵衛：西本裕行 黒沼主水：中田博久 下谷の権六：市川好朗 おそで：島村昌子 矢吉：長澤義典 六助：重久剛一 ：石倉英彦 ：和田昌也 ：富永佳代子 松村直美 ：鈴川法子 ：諏訪裕子 ：山田良樹 ：藤沢徹夫 ：春藤真澄 |
| 第61話  | 1985.05.14 | 「寛永御前試合・竜、立て!」           | 中野顕彰          | 齋藤光正          | 朝倉新十郎：森次晃嗣 およし：一柳みる 勝之助：中垣克麻 お咲：林佳子 森主膳：江見俊太郎 黒坂勘兵衛：原口剛 和泉屋：高峰圭二 佐久間：五十嵐義弘 塚田玄馬：永田光男 ：市川男女之助 ：国一太郎 ：疋田泰盛 ：安岡真智子 ：森篤子 ：波多野博 ：峰蘭太郎 ：白井滋郎 ：大矢敬典 ：清家三彦 ：松下光 ：小笠原慶紀 ：東父岡勇二 |
| 第62話  | 1985.05.21 | 「ふたり玉三郎」                      | 小川英 胡桃哲     | 齋藤光正          | 中村玉三郎 / 尾高虎之助（二役）：白龍光洋 尾高甲斐守直久：武内亨 秀光尼：谷口香 加賀爪外記：小林勝彦 松崎一角：平泉成 お鯉の方：長尾深雪 中村菊之助：中村錦司 茶店の親爺：堀内一市 高田右近：邦保 ：西山清孝 ：勇家寛子 ：勝山純子 |
| 第63話  | 1985.05.28 | 「おふくろさんよ‥‥」                  | 鈴木生朗          | 原田雄一          | 塩原多喜：初井言栄 塩原勝四郎：真夏竜 大橋左門：穂高稔 佐藤旬斎：島田順司 牧野備前守：内田稔 大橋早苗：丸山秀美 根来伴内：柳原久仁夫 本田源内：有島淳平 浪人：福本清三 浪人：木谷邦臣 浪人：壬生新太郎 ：大月正太郎 ：司裕介 ：小谷浩三 |
| 第64話  | 1985.06.04 | 「俺ァ江戸さ行くだ」                  | 名倉勲            | 原田雄一          | 伊助：吉田次昭 おきく：村田みゆき 磯貝監物：和崎俊哉 浜田屋清兵衛：高木二朗 遠州屋仁左衛門：須藤健 芝垣源十郎：中村孝雄 ：岩尾正隆 ：宮城幸生 ：藤沢徹夫 |
| 第65話  | 1985.06.18 | 「たった一度のあやまち」              | 横田与志          | 松尾正武          | 常吉：佐藤仁哉 愼作：佐久田修 若林主膳：近藤宏 倉沢半兵衛：遠藤征慈 帰順：西本裕行 玄庵：須永克彦 ：浜田雄史 ：武井三二 ：池田謙治 ：笹木俊二 ：窪田弘和 ：近藤健二 ：坂口弘樹 |
| 第66話  | 1985.06.25 | 「からくり人形使い」                  | 小川英 胡桃哲     | 松尾正武          | お光(月光)：松岡ふたみ 宗吉：中嶋俊一 中津川木堂：遠藤太津朗 南条源二郎：成瀬正 九郎左：きくち英一 高山右京：浜崎満 三州屋徳兵衛：永野辰弥 外村：広瀬義宣 安藤対馬：堀北幸夫 商人：笹吾朗 ：遠山金次郎 ：島田秀雄 ：森山陽介 ：谷口孝史 ：蓑和田良太 ：上野秀年 ：福中勢至郎 |
| 第67話  | 1985.07.23 | 「くの一化粧」                        | 鈴木生朗          | 大洲齋            | 桑原大作：岡本富士太 石黒外記：高野真二 空念坊：北九州男 紀伊大納言頼宣：加賀邦男 保科正之：加茂雅幹 ：疋田泰盛 ：橋本和博 |
| 第68話  | 1985.07.30 | 「御赦免船の男」                      | 名倉勲            | 大洲齋            | 半次：桜木健一 おみつ：大塚良重 井筒屋仙右衛門：武藤英司 稲葉主膳：田中浩 早耳の銀三：江幡高志 秋田屋宗兵衛：藤沢薫 粂八：石倉英彦 秋田屋の番頭：大木晤郎 ：遠山二郎 ：有島淳平 ：仲野春香 |
| 第69話  | 1985.08.27 | 「老盗の心意気」                      | 名倉勲            | 原田雄一          | 市兵衛：今福正雄 時造：梅津栄 塚原将監：久富惟晴 金森甚内：宮内洋 上総屋：岩田直二 越後屋：中村錦司 お千代：世利ゆかり 弥兵衛：有島淳平 霞の藤造：有川正治 ：遠山金次郎 ：和田昌也 ：藤沢徹夫 ：那須伸太朗 ：藤山良 |
| 第70話  | 1985.09.24 | 「泣くな!寅」                         | 中野顕彰          | 原田雄一          | 与作：織本順吉 お菊：山本みどり 菊地監物：小林勝彦 大石新兵衛：剣持伴紀 牧野利勝：水上保広 炭田：白川浩二郎 寅千代：山田哲平 お時の方：志乃原良子 内儀：宮本毬子 お貞の方：徳永まゆみ ：春藤真澄 ：香住美弥子 ：泉好太郎 ：永田登志雄 ：清家三彦 ：森本貴 |
| SP-5    | 1985.10.01 | 「母は敵か?!正雪の陰謀」（120分）     | 小川英 胡桃哲     | 小澤啓一          | 由比正雪：中尾彬 九条貴子：大沢逸美 丸橋忠弥：瑳川哲朗 小泉出羽守：青木義朗 天海：戸浦六宏 徳川頼宣：滝田裕介 大久保大和：清川新吾 牧原主馬：平野稔 岡林：田畑猛雄 ：森源太郎 ：福本清三 ：稲泉智万 ：上村明子 ：山田良樹 ：小峰隆司 ：志茂山高也 ：大矢敬典 ：峰蘭太郎 ：泉好太郎 ：武井三二 ：加藤照男 ：星野美恵子 ：紅かおる ：浅井誠 光松院：淡島千景 以下はノンクレジット 町娘：鈴川法子 |
| 第71話  | 1985.10.15 | 「十手にかけた青春」                  | 中野顕彰          | 大洲斉            | 冬木和馬：沖田さとし 春野：草川祐馬 湊屋：武内文平 おひさ：佐藤恵利 小田切多門：近藤宏 山崎屋：久遠利三 秋山：伊庭剛 谷喜十郎：井上三千雄 白山：徳田興人 甲州屋：疋田泰盛 徳兵衛：佐々山洋一 ：小峰隆司 ：白井滋郎 ：福中勢至郎 |
| 第72話  | 1985.10.22 | 「稲妻に浮かぶ顔」                    | 鈴木生朗          | 吉川一義          | おせん：西川峰子 文吉：松山政路 町田伝蔵：山田吾一 荒尾大膳：和崎俊哉 推命堂雲斉：伊沢一郎 鳴海屋六兵衛：玉生司朗 太田屋仁助：島田秀雄 |
| 第73話  | 1985.10.29 | 「大江戸警備隊始末」                  | 小川英 円道沙哉   | 大洲斉            | 新田宗一郎：大場順 安堂隊長：宮口二郎 佐平次：長谷川弘 同心 村上：大下哲矢 北町奉行：永野辰弥 野島浪人：山村弘三 ：波多野博 ：森源太郎 ：福本清三 ：平河政雄 ：窪田弘和 ：稲泉智万 ：木下通博 ：吉田信夫 ：浜田隆之 ：鈴木真由美 |
| 第74話  | 1985.11.05 | 「雨宿り」                            | 小川英 胡桃哲     | 齋藤光正          | お時：島村佳江 黒蔵：深江章喜 大貫仙十郎：睦五郎 叶屋：溝田繁 主人：北原将光 源次：井上茂 ：有島淳平 ：大月正太郎 ：北村明男 ：清家三彦 ：遠山金次郎 ：泉好太郎 ：東孝 ：藤沢徹夫 ：富永佳代子 ：小谷浩三 ：田井克幸 |
| 第75話  | 1985.11.12 | 「鬼がすむ屋敷」                      | 鈴木生朗          | 松尾正武          | 藤尾敬四郎：磯部勉 藤尾志津：片山由香 多田監物：藤岡重慶 和泉屋五兵衛：森幹太 ：長澤義典 ：疋田泰盛 ：前川恵美子 ：小船秋夫 ：竹井雅文 ：高橋弘志 ：岡田和範 ：岡本大輔 ：壱岐愛香 |
| 第76話  | 1985.11.19 | 「おさとの災難」                      | 鈴木生朗          | 田中徳三          | 美濃屋治兵衛：前田昌明 お芳：鈴鹿景子 大倉石見：外山高士 岸本宗元：北九州男 清吉：中嶋俊一 おきぬ：河野美地子 長井：福本清三、 ：壬生新太郎 ：池田謙治 ：司裕介 |
| 第77話  | 1985.11.26 | 「とどけ夫婦囃子」                    | 中野顕彰          | 田中徳三          | 佐八：頭師佳孝 お咲：木村弓美 お志津：泉じゅん 神谷主膳：田中浩 吉兵衛：黒部進 内儀：武田てい子 ：有島淳平 ：遠山金次郎 ：大江光 ：池田謙治 ：小谷浩三 ：衛藤貴美結 |
| 第78話  | 1985.12.03 | 「極楽とんぼ」                        | 名倉勲            | 田中徳三          | 亀吉：岡本信人 彦坂刑部：永井秀明 秋川甚内：井上博一 源次：高峰圭二 おかよ：茂野幸子 六兵衛：北見唯一 仙造：石倉英彦 香川小十郎：柳原久仁夫 ：稲垣陽子 ：桂登志子 ：真弓伸子 ：畑中伶一 ：東孝 |
| 第79話  | 1985.12.10 | 「心はひとつ義兄弟」                  | 中野顕彰          | 松尾正武          | 小谷大介：藤堂新二 千種：小野さやか 岩戸半兵衛：鹿内孝 藤瀬多門：石橋雅史 加倉井：汐路章 源八：森章二 およう：丘祐子 佐吉：重久剛一 用人：浜崎満 ：遠山金次郎 ：大河内宏太郎 ：淡路康 ：壬生新太郎 ：谷口孝史 ：窪田弘和 ：菅谷裕之 ：越坂英生 |
| 第80話  | 1985.12.17 | 「桔梗、花一輪」                      | 小川英 胡桃哲     | 吉川一義          | お志津：長谷直美 太助：住吉正博 潮屋宗兵衛：相馬剛三 魚松：外山高士 梶原仙十郎：大木正司 落合備前：西山辰夫 お妙：世利ゆかり ：笹木俊二 ：志茂山高也 ：木下通博 ：奔田陵 ：宮崎博 ：上野秀年 ：浜田隆広 |
| 第81話  | 1985.12.24 | 「鬼の目に涙」                        | 鈴木生朗          | 吉川一義          | 矢沢鉄五郎：織本順吉、おまき：野口ふみえ、溝口出羽守：川合伸旺、原田市蔵：遠藤征慈、大和屋治兵衛：早川雄三、加納内記：中村錦司、浦尾：志乃原良子、矢沢鉄平：土井健守、太助：根岸孝守、与吉：杉山幸晴、与力：入江慎也、幸助：遠山二郎、女：鈴木加奈子、乙吉：近藤健二、小僧：伊藤和也 |
| 第82話  | 1986.01.07 | 「初姿春駒おどり」                    | 鈴木生朗          | 松尾正武          | 藤尾の局：水野久美、富樫弾正：江見俊太郎、鉄海：田中浩、おいと：牛山蕗子、宮口勝之進：伊庭剛 |
| 第83話  | 1986.01.14 | 「当世母親気質」                      | 奥村俊雄          | 田中徳三          | お絹：松本留美、黒田多門：高城淳一、お栄：三島ゆり子 、年増女：三笠敬子、藤田千代美、和泉敬子、おとよ：林佳子、仲居：岡本さとみ、村上十内：田中弘史 |
| 第84話  | 1986.01.21 | 「父ちゃんが帰った日」                | 白井更生          | 齋藤光正          | 佐吉：高橋元太郎、文蔵：内田稔、おちか：伊藤真奈美、山城丹波守：原口剛、立花大膳：唐沢民賢 |
| 第85話  | 1986.01.28 | 「標的になった男」                    | 中野顕彰          | 松尾正武          | 巳之吉：小倉一郎、大垣：内田稔、北泉頼母：北原義郎、水倉才蔵：出水憲司、久米：石倉英彦、朝吉：下元年世、お咲：加藤由美、おきみ：酒井葉子、目付：丘路千、用人：波多野博、町人：泉好太郎、浪人：小峰隆司、寅：藤枝政巳、町人：高橋康夫 |
| 第86話  | 1986.02.04 | 「はばたけ父子鷹」                    | 横田与志          | 田中徳三          | 川辺左内：中野誠也、黒川重兵衛：江見俊太郎、井上筑後守：中山昭二、川辺大吾：工藤彰吾、闇の文蔵：南祐輔、清田：出水憲司、家臣：峰蘭太郎、家臣：川辺俊行 |
| 第87話  | 1986.02.11 | 「夫婦せんべい」                      | 小川英 胡桃哲     | 齋藤光正          | 吉兵衛：奥村公延、お美代：三浦リカ、儀平：井上昭文、栗林刑部：川辺久造、片桐：宮口二郎、役人：芝本正、軍次：滝譲二、友吉：松本誠一、勝五郎：有川正治、源助：木谷邦臣、百蔵：小峰隆司、子分：細川純一 |
| 第88話  | 1986.02.18 | 「宅兵衛に娘がいた」                  | 小川英 胡桃哲     | 齋藤光正          | お町：林優枝、中津川外記：原口剛、定吉：瀬川新蔵、黒木角之進：唐沢民賢、主人：遠山二郎、高林：白井滋郎、地廻り：白川浩二郎 |
| 第89話  | 1986.02.25 | 「母と子の子守唄」                    | 白井更生          | 吉川一義          | お清：本阿弥周子、お菊：三浦リカ、正吉：長谷川歩、原田但馬：綾川志剛、今泉藤二郎：吉田豊明、本堂精兵衛：野上哲也、楠弥一郎：山田良樹、同心：谷口孝史、同心：内藤康夫、目明し：上野秀年、長屋の男：榎原政一、女囚：星野美恵子、おとよ：春藤真澄、下地っ子：光ゆきこ |
| 第90話  | 1986.03.04 | 「あで姿回り舞台」                    | 中野顕彰          | 田中徳三          | 中村藤十郎：中村浩太郎、お菊：石倭裕子、神尾信親：和崎俊哉、山形屋：黒部進、玉木屋：田畑猛雄、塚田屋：森章二 |
| 第91話  | 1986.03.11 | 「別れ道」                            | 名倉勲            | 田中徳三          | 定八：岸部一徳、巳之吉：大場順、おこま：雪江ゆき、中山主馬：小林勝彦、飛騨屋六兵衛：小鹿番、藤屋藤兵衛：森幹太、善蔵：北見唯一、金造：きくち英一、勘太：福本清三、鎌田新兵衛：笹木俊志、役人：疋田泰盛、医者：遠山金次郎、同心：峰蘭太郎 |
| 第92話  | 1986.03.18 | 「望郷子守唄」                        | 鈴木生朗          | 澤田幸弘          | お弓：長内美那子、里沙：牧口昌代、肥前屋伍平：西本裕行、平戸屋藤八：内田勝正、別府庄左衛門：田中浩、戸張陣内：出水憲司、島造：重久剛一、又兵衛：白川浩二郎、薬種屋の主人：有島淳平、助左：司裕介、弥五：矢部義章、太市：松井丈士、里沙の幼女時代：長谷川令奈 |
| 第93話  | 1986.03.25 | 「居残り宅兵衛」                      | 中野顕彰          | 澤田幸弘          | 朝吉：新田純一、お米：古手川伸子、門田監物：藤岡重慶、お寅：千うらら、吉兵衛：河合絃司、秋葉屋：藤沢薫、久造：国一太郎、留：石倉英彦、秋葉藩主：新城邦彦、市助：遠山二郎、家木：花岡秀樹、堺：西山清孝、浪人：壬生新太郎、林：平河正雄、小淵：高橋弘志 |
| SP-6    | 1986.04.01 | 「風雲!旗本奴と町奴」（120分）        | 小川英 胡桃哲     | 齋藤光正          | 水野十郎左衛門：若林豪 幡随院長兵衛：御木本伸介 お雪（雪姫）：佐藤万理 源太：宮崎達也 柳沢伯翁：田中明夫 左平次：岡崎二朗 黒岩一鬼：原口剛 大原内膳：幸田宗丸 風見十蔵：宮内洋 乾又九郎：岩尾正隆 放れ駒四郎兵衛：江幡高志 唐犬権兵衛：唐沢民賢 ：永田光男 白束組：白井滋郎 ：藤沢徹夫 黒岩の配下：細川純一 白束組：波多野博 長兵衛一派：小峰隆司 長兵衛一派：木下通博 ：峰蘭太郎 柳生の忍び：森山陽介 黒岩の配下：畑中伶一 村の住人：春藤真澄 以下はノンクレジット 白束組・大原の家臣（二役）：矢部義章 白束組・柳生の忍び（二役）：志茂山高也 長兵衛一派：泉好太郎 黒岩の配下・柳生の忍び・大原の家臣（三役）：木谷邦臣 村の住人：遠山金次郎                                                                                                   |
| 第94話  | 1986.04.08 | 「古傷」                              | 鈴木生朗          | 小澤啓一          | お雪の方：島村佳江、梶原半太夫：菅貫太郎、阿波の孫八：浜田晃、阿波屋十兵衛：頭師孝雄、成政：増田順司、森田数馬：佐久田修、井沢兵部：溝田繁、重政：水上保広、和枝：真城都子 |
| 第95話  | 1986.04.15 | 「鶴の恩返し」                        | 中野顕彰          | 小澤啓一          | 亀田：星正人、お鶴：高樹沙耶、永井義勝：勝部演之、大谷：島田順司、吉兵衛：内田稔、才蔵：山本昌平、左平次：下元年世、徳造：丘路千、同心：大月正太郎 |
| 第96話  | 1986.04.22 | 「十手かたぎ」                        | 鈴木生朗          | 山下耕作          | 佐野紋十郎：綿引勝彦、こま吉：山本みどり、長尾修理：亀石征一郎、菱屋善兵衛：永野辰弥、宗円：田口哲、およね：平映子 |
| 第97話  | 1986.04.29 | 「恋に落ちて」                        | 名倉勲            | 山下耕作          | 佐貫屋市太郎：渋谷哲平、浦里：岡本舞、原十左衛門：外山高士、越前屋六兵衛：武藤英司、佐貫屋市兵衛：山村弘三、弥助：阿木五郎、由造：高峰圭二 |
| 第98話  | 1986.05.06 | 「辰三郎、女難で候」                  | 中野顕彰          | 松尾正武          | 染香：東啓子、久造：瀬川新蔵、桑原頼母：高城淳一、山形屋茂平：長谷川弘、留：滝譲二、熊：小船秋夫、利助：武井三二 |
| 第99話  | 1986.05.20 | 「娘仇討ち・敵は長さん!」             | 小川英 北川哲史   | 田中徳三          | 矢内ゆき：MIE、矢内源太郎：荒木茂、岩崎弥左衛門：渥美国泰、矢内甚左衛門：中山昭二、美濃屋総兵衛：黒部進、大野源右衛門：大木晤郎 |
| 第100話 | 1986.05.27 | 「牛さんの縁談」                      | 鈴木生朗          | 松尾正武          | おきよ：上村香子、おたか：三田登喜子、与兵衛：木田三千雄、坂井蔵人：深江章喜、坂井敬三郎：内田喜郎、初之助：池田光隆、長吉：森章二、幸助：須永克彦、近江屋太兵衛：市川男女之助、浜田壮介：浜田雄史 |
| 第101話 | 1986.06.17 | 「頑張れ!おとう」                     | 中野顕彰          | 原田雄一          | 佐八：松山英太郎、熊坂半兵衛：久保明、鉄：遠藤征慈、おさち：甲斐みどり、おとき：山口央理絵、菊造：北見唯一、軍鶏の虎造：有川正治、春駒：吉田哲子 |
| 第102話 | 1986.07.01 | 「片思い」                            | 鈴木生朗          | 田中徳三          | お鈴：杉田かおる、おまき：香山まり子、佐吉：伊庭剛、鬼塚刑部：上野山功一、永井軍兵衛：井上博一、大和屋：西山辰夫、久六：日高久、銀次：石倉英彦、おとよ：村上理子、伊太：妹尾友信、萬字堂：川浪公次郎 |
| 第103話 | 1986.07.15 | 「謎のエゲレス時計」                  | 廣澤榮            | 原田雄一          | 瀬川裕之進：有川博、西海屋嘉兵衛：和崎俊哉、倉地頼母：原口剛、加納正純：近藤宏、お紋：湖条千秋、瀬川裕之介：川名浩介、西海屋の番頭：疋田泰盛、長屋のかみさん：森篤子 |
| 第104話 | 1986.07.22 | 「目明し気取り」                      | 中野顕彰          | 吉川一義          | 勘太：岡本信人、田久保玄馬：川合伸旺、お咲：高木美保、喜三郎：宮口二郎、左平次：堀内一市、留造：笹吾朗、文吉：新城邦彦、才次：木谷邦臣 |
| 第105話 | 1986.07.29 | 「風の噂の風小僧」                    | 小川英 胡桃哲     | 吉川一義          | 南条主馬頭：滝田裕介、政五郎：外山高士、お恵：丸山秀美、霞の甚内：石橋雅史、楽兵衛：武内文平、宇津木：溝田繁、菊丸：徳永まゆみ |
| 第106話 | 1986.09.02 | 「泣くな山鳩」                        | 鈴木生朗          | 山下耕作          | 大助：磯崎洋介、照：新堀沙織、池辺大膳：今井健二、上月伝内：北九州男、堀江安芸守：坂口徹郎、猟師：下元年世、まつ：紅萬子、弥藤次：高並功、武藤新兵衛：五十嵐義弘、左源太：藤沢徹夫 |
| 第107話 | 1986.09.16 | 「とんぼ、ないた」                    | 中野顕彰          | 居川靖彦          | 若林新之助：榎木孝明、久八：橋本功、とんぼ：園みどり、かえる：内山みどり、塚原将玄：高城淳一、牧：吉田豊明、三太夫：永野辰弥、岡場所の女：小柳圭子、すずめ：土師智子 |
| 第108話 | 1986.09.30 | 「裏町怨み唄」                        | 鈴木生朗          | 松尾正武          | おぶん：熊谷真実、長井佐渡守：田中明夫、大原弁之介：内田喜郎、岡本金吾：冨家規政、高木小太夫：西山辰夫、戸張十内：出水憲司、刀屋：大河内広太郎、宗庵：遠山金次郎、古着屋：森源太郎、スリの親分：小峰隆司、口入屋の番頭：藤枝政巳 |
| SP-7    | 1986.10.07 | 「血闘・荒木又右衛門」（120分）       | 小川英 胡桃哲     | 齋藤光正          | 荒木又右衛門：夏八木勲 渡辺和馬：広岡瞬 みね：服部妙子 お光：池田智子 河合甚左衛門：和崎俊哉 池田宮内少輔忠雄：中田浩二 曲垣弥十郎：内田稔 銀平：江幡高志 老臣：幸田宗丸 河合又五郎：高峰圭二 才三：浜伸二 安藤四郎右衛門：田中弘史 中間：下元年世 高柳：邦保 阿部：波多野博 おやじ：有島淳平 ：遠山金次郎 ：峰蘭太郎 ：泉好太郎 ：森源太郎 ：志茂山高也 ：加藤昭男 ：井上昭 徳川家光：川津祐介 |
| 第109話 | 1986.10.14 | 「黒髪情話」                          | 鈴木生朗          | 澤田幸弘          | 加納新次郎信之：中村橋之助、おつや：山本みどり、榊原帯刀：藤岡重慶、関根蔵人：内田稔、原田十蔵：中田博久、おとら：大井小町、弥吉：石倉英彦、関根小太郎：武井三二、尼僧：星野美恵子 |
| 第110話 | 1986.10.21 | 「寺子屋ぎらい」                      | 中野顕彰          | 澤田幸弘          | 荒木新兵衛：美木良介 お秋：伊藤真奈美 多吉：川名浩介 柴田監物：江見俊太郎 叶屋吉兵衛：武藤英司 喜久蔵：椎谷建治 成見屋：市川青虎 北泉：入江慎也 春木屋：浜田雄史 山崎屋：疋田泰盛 ：波多野博 ：白井滋郎 ：大矢敬典 ：壬生新太郎 ：矢部義章 ：東孝 ：江原政一 ：淡路康 ：清家三彦 ：小船秋夫 ：大内弘子 ：竹本聡子 ：稲垣陽子 ：美松艶子 |
| 第111話 | 1986.10.28 | 「おれん、絶叫!」                     | 中野顕彰          | 山下耕作          | 中屋善兵衛：御木本伸介、竹庵：柴田侊彦、後藤：山下洵一郎、池淵兵部：永井秀明、森：吉沢健、和泉屋：須永克彦、吉兵衛：徳田実、喜助：遠山二郎 |
| 第112話 | 1986.11.04 | 「お嬢様、どこに?」                   | 名倉勲            | 松尾正武          | 伊助：坂東正之助、おこま：紀ノ川瞳、青山左衛門：山本昌平、上州屋六兵衛：汐路章、京屋利兵衛：中村錦司、大森半蔵：丘路千、留吉：広瀬義宣、番頭：笹吾朗、源次：長澤義典、商人：島田秀雄 |
| 第113話 | 1986.11.11 | 「山から来た女」                      | 吉田進            | 居川靖彦          | 茂作：丹波義隆、お勝：三浦リカ、永末左近：浜田晃、利兵衛：松熊信義、山岡甚内：草薙良一、猪木典膳：笹木俊志、与吉：田中弘史 |
| 第114話 | 1986.11.18 | 「なまくら新兵衛」                    | 名倉勲            | 高倉祐二          | 山倉新兵衛：木場勝己、綾乃：山下智子、小田久佐衛門：織本順吉、高森和馬：島田順司、海野重兵衛：近藤宏、上州屋市兵衛：高桐真、溝口八郎太：伊庭剛、仙造：山本一郎、犬伏源造：福本清三 |
| 第115話 | 1986.11.25 | 「殺しの配達人」                      | 鈴木生朗          | 小澤啓一          | 小谷宇兵衛：本田博太郎、太田黒民部：勝部演之、お千代の方：日向明子、織江：京春上、お琴：青田浩子、お絹の方：桂川京子、小花：加藤由美、矢部左十郎：出水憲司 |
| 第116話 | 1986.12.09 | 「天狗におびえる街」                  | 中野顕彰          | 小澤啓一          | 河辺左馬之助：河原崎次郎、由起：木村弓美、権兵衛：福田豊土、津上重行：黒部進、甲州屋市兵衛：唐沢民賢、谷井：片岡五郎、鉄平：福本清三、浪人：木谷邦臣、寅：石倉英彦 |
| 第117話 | 1986.12.16 | 「名君、会津に入る」                  | 鈴木生朗          | 高倉祐二          | 顕子：奈良富士子、加藤式部少明成：小林尚臣、堀川嘉門：小林勝彦、保科肥後守正之：中山昭二、阿部対馬守：永野辰弥、鬼丸軍太夫：岩尾正隆、作右衛門：疋田泰盛、早苗：淡城みゆき、与兵衛：有島淳平、熊沢一角：白井滋郎、犬伏牙四郎：細川純一 |
| 第118話 | 1986.12.23 | 「長七郎最後の対決」                  | 小川英 山田貴美子 | 松尾正武          | 江口房之助：本郷直樹 上村玄次郎：宮内洋 おみの（お鶴）：片山由香 おくわ：武田てい子 ：平河正雄 柳生の忍び：志茂山高也 ：小船秋夫 ：谷口孝史 ：橋本和博 ：西田真実 |

### 第2シリーズ
| 話数   | 放送日     | サブタイトル                                    | 脚本                | 監督       | ゲスト出演者 |
| ------ | ---------- | ----------------------------------------------- | ------------------- | ---------- | --- |
| SP-1   | 1988.01.05 | 「千姫有情、母ありき」（120分）                 | 小川英 胡桃哲       | 小澤啓一   | 天樹院：久我美子 酒井讃岐守忠勝：鈴木瑞穂 牧野主馬：土屋嘉男 影日向：亀石征一郎 玄斉：浜村純 綾乃：大塚良重 淀君：三条泰子 幕閣：永井秀明 為三：小野進也 磯村：宮内洋 豊臣秀頼：新田純一 弥助：山西道広 星川：片岡五郎 大野治長：西園寺章雄 旗本：石倉英彦 秋山左内：五十嵐義弘 千姫：斉藤絵里 ：前川恵美子 ：勇家寛子 ：土屋浩美 ：疋田泰盛 ：西山清孝 ：平河正雄 ：小坂和之 ：小峰隆司 ：遠山金次郎 ：大矢敬典 ：奔田陵 ：森山陽介 ：加藤照男 ：田井克彦 ：越坂英生 ：竹井雅史 ：松田吉彦 ：渡部通彦 勝姫：加納みゆき 以下はノンクレジット 町人：矢部義章 ：富永佳代子 |
| 第1話  | 1988.01.12 | 「散るが命か、寒椿」                            | 小川英 蔵元三四郎   | 松尾正武   | おトキ：小林哲子、井上鉄之助：福原学、柴山蔵人：睦五朗、半田：内田勝正、徳兵衛：石浜祐次郎、長屋の女房：小柳圭子、お糸：小野朝美、遊び人：井上茂、質屋の主人：有島淳平、中間：高井清史、小船秋夫、岩井田浩己、司裕介、高橋弘志、宮永淳子、桑田範子、上野秀年、高見裕二、玉生賢司 |
| 第2話  | 1988.01.19 | 「意気に感ず」                                  | 小川英 胡桃哲       | 斎藤光正   | 五助：工藤堅太郎、石出帯刀：長谷川明男、佐久間与一郎：山田吾一、お町：三浦リカ、黒金屋：外山高士、宇之吉：袋正、小橋：中嶋俊一、森山日向守：中村錦司、宮城幸生、池田謙治、藤沢徹夫、波多野博、志茂山高也、壬生新太郎、市条享一、藤長照夫、星野美恵子、稲泉智万、杉山幸晴 |
| 第3話  | 1988.01.26 | 「帰って来た逃亡者」                            | 中野顕彰 小川英     | 松尾正武   | 藤井忠三郎：橋本功、お寿：一色彩子、藤井小太郎：中村彰良、大貫主膳：川合伸旺、三田村京太郎：遠藤征慈、榊義勝：溝田繁、秋本：大木晤郎、辻：出水憲司、酒井葉子、春藤真澄、金森かおり、池田弘治 |
| 第4話  | 1988.02.02 | 「手折られた白梅」                              | 和久田正明          | 斎藤光正   | 八田小十郎：加納竜、加賀爪外記：小林昭二、加賀爪ひづる：日下由美、米倉石見守：小林勝彦、井坂伴内：原口剛、不破又八：木下浩、杉田七郎次：窪田弘和、小野川新助：武井三二、吾平：相良武雄、武士：小坂和之、守屋猪之助：木谷邦臣、福中勢至郎、竹井雅文 |
| 第5話  | 1988.02.09 | 「仇討ちという殺人」                            | 中野顕彰 小川英     | 小澤啓一   | 綾：田島令子、小沼義勝：藤木孝、大久保一馬：荒木しげる、南部虎之助：中田博久、南部龍之助：田中浩、勇太郎：六浦誠、蓑吉：粟津號、立岡：川浪公次郎、侍：木下通博、親分：丘路千、小谷浩三、井上明 |
| 第6話  | 1988.02.16 | 「春遠からじ」                                  | 鈴木生朗            | 小澤啓一   | 佐吉：宮崎達也、香苗：立原ちえみ、戸田内膳正：川辺久造、戸田栄三郎：下塚諒、篠原幸之進：西本裕行、山根勘十郎：成瀬正孝、谷川要助：楠年明、津田玄石：阿木五郎、矢部義章、柴田善行、武田文雄、杉田令、成枝三郎、辻有美子、田中和子、菱田麻美、杉村華代、野上志津香 |
| 第7話  | 1988.02.23 | 「はしり雨」                                    | 小川英 山田貴美子   | 牧口雄二   | おさわ：原日出子、直次郎：伊藤敏八、おもと：日向明子、又蔵：高桐真、森山日向守：中村錦司、神崎東吾：田中弘史、谷口孝史、西村正樹、浅井誠、畑中伶一、遠山金次郎、富永佳代子、春藤真澄、中村克子、井上大輔 |
| 第8話  | 1988.03.01 | 「人斬り数え唄」                                | 中野顕彰 小川英     | 髙倉祐二   | 島造（人斬り五郎蔵）：織本順吉、朝吉：草川祐馬、お清：山下智子、雷門の新兵衛：井上昭文、秋津和義：江見俊太郎、笹木俊志、疋田泰盛、矢部義章、有川正治、峰蘭太郎、稲泉智万、泉好太郎、池田智美、元岡梨恵、松山真由子、前野朱美 |
| 第9話  | 1988.03.08 | 「地獄を覗いた姫君」                            | 和久田正明          | 髙倉祐二   | 村田甚山（本多丹後守）：神山繁、お袖：遠藤由美子、月之介：磯部勉、尾張屋三左衛門：小瀬格、母里出雲守：五味龍太郎、小田切多門：出水憲司、喜多：志乃原良子、藤山喜子、松村直美、田中由香、藤沢徹夫 |
| 第10話 | 1988.03.15 | 「母ひとり旅」                                  | 鈴木生朗            | 松尾正武   | おあき：三林京子、甲州屋：金井大、馬場織部：北原義郎、野州屋：須永克彦、助蔵：広瀬義宣、福本清三、新城邦彦、森あつこ、床尾賢一、青井敏之、鈴川法子 |
| 第11話 | 1988.03.22 | 「命を売る男」                                  | 小川英 蔵元三四郎   | 松尾正武   | 宗田貫平：松山政路 カヨ：丸山秀美 藤八：小林竜一 緒方左内：高野真二 栗山：唐沢民賢 越後屋：玉生司朗 加賀屋：入江慎也 ：有島淳平 ：土井健守 ：池田弘治 ：森山陽介 ：小谷浩三 ：朝倉あぐみ |
| SP-2   | 1988.04.05 | 「天下を取れ!仕掛けられた反乱」（90分）         | 小川英 胡桃哲       | 小澤啓一   | 別木軍兵衛：藤岡弘 別木さや：高橋洋子 立花香之介：にしきのあきら 酒井讃岐守忠勝：内藤武敏 疋田重蔵：伊東達広 別木太一郎：川名浩介 用人：芝本正 香林堂：北村光生 玉屋：笹吾朗 ：井上茂 ：波多野博 ：司裕介 ：平川正雄 ：高並功 ：小峰隆司 ：五十嵐公二 ：峰蘭太郎 ：小船秋夫 ：入江武敏 ：高見裕二 ：池田謙治 ：小坂和之 ：越坂英生 ：勇家寛子 ：稲葉浩子 ：藤坂有希 |
| 第12話 | 1988.04.12 | 「悲しい女」                                    | 小川英 中野顕彰     | 上杉尚祺   | お駒：蜷川有紀、森田屋宗悦：田口計、仁王：中田浩二、山際左内：西山辰夫、永田半兵衛：江並隆、佐助：坂井徹、桑原藩家老：溝田繁、今泉：加茂雅幹、堀越：邦保、三太夫：真木一、石井洋充、高橋弘志、竹井雅文 |
| 第13話 | 1988.04.26 | 「老兵は死なず」                                | 名倉勲 小川英       | 上杉尚祺   | 長谷川勘兵衛：佐藤英夫、西尾多聞：勝部演之、千坂弾正：永井秀明、秋田屋六兵衛：高桐真、七重：飯尾清子、向井一角：福本清三、磯貝重蔵：谷口孝史、氷室伊織：山路和弘、源次：木谷邦臣、仙八：細川純一、文蔵：江原政一、西山清孝、大矢敬典、奔田陵 |
| 第14話 | 1988.05.03 | 「おふくろの味」                                | 小川英 山田貴美子   | 斎藤光正   | 青山ふき：風見章子、稲垣平十郎：菅貫太郎、袖屋伊右衛門：須藤健、青山重之：大場順、青山奈尾：立石凉子、多七：高峰圭二、内田勘兵衛：大木晤郎、喜平次：山本弘、おせき：中塚和代、おぶん：香住美弥子、大家：有島淳平 、波多野博、小峰隆司、窪田弘和、入江武敏、武井三二、市条亨一、林哲夫、山崎信也、西村香織、鈴川法子 |
| 第15話 | 1988.05.10 | 「三途の橋」                                    | 小川英 中野顕彰     | 斎藤光正   | 鬼塚喜十郎：高岡健二、植木又兵衛：長谷川哲夫、石倉十蔵：内田稔、北国屋：伊藤敏孝、歩の市：岡部征純、木戸：清水昭博、お秋：一柳みる、お千代：桜千晴、日野弥助：山口幸生、蓑吉：出水憲司、婆さん：坂本和子 、阿波地大輔、大矢敬典、木下通博、笹木俊志、泉好太郎、壬生新太郎、富永佳代子 |
| 第16話 | 1988.05.24 | 「小鳥を愛した少年」                            | 小川英 胡桃哲       | 髙倉祐二   | 次郎：新井昌和、角五郎：深江章喜、喜多川連寂(天竺万兵衛)：西山嘉孝、清七：野口貴史、おまき：久仁亮子、千勢：斉藤絵里、浅井半蔵：白井滋郎、高橋浩二郎、辻有美子、井上大輔 |
| 第17話 | 1988.06.14 | 「夫婦飛脚・恋の綱引」                          | 鈴木生朗            | 髙倉祐二   | 山田屋清二郎：高橋長英、おやえ：三浦真弓、岡部修理太夫：原口剛、鳶山采女正：水上保広、伊藤彦兵衛：芝本正、岸本左内：波田久夫、徳造：田中弘史、三村屋善右衛門：疋田泰盛、浜田紋十郎：岩尾正隆 、藤沢徹夫、松田吉博、小坂和之、矢部義章 |
| 第18話 | 1988.06.28 | 「葵と紫陽花」                                  | 蔵元三四郎 小川英   | 髙倉祐二   | 松平盛親：大木実、松平頼盛：岡田圭、鳥羽伊勢守：近藤宏、島野屋：寺下貞信、若年寄：加茂雅幹、老中：志摩靖彦、橋本：小林竜一、柴山：白川明彦、庄野：柳原久仁夫 、有島淳平、高橋弘志、岡田和範、福中勢至郎、池田智美、星野美恵子、美松艶子、成枝三郎 |
| 第19話 | 1988.07.05 | 「妻こそ我が命」                                | 小川英 中野顕彰     | 斎藤光正   | 大和田左内：中野誠也、叶屋市兵衛：穂積隆信、乾勘兵衛：浜田晃、浪花屋清兵衛：高城淳一、才次：下元年世、山中忠司郎：高橋仁、商人：表淳夫 、岡村嘉隆、木谷邦臣、西山清孝、福本清三、小谷浩三、清家三彦、鈴川法子、太田かずよ |
| 第20話 | 1988.07.12 | 「夢いくたび・母の暦」                          | 鈴木生朗            | 原田雄一   | おかつ：中村メイコ、小松屋徳三郎：大塚国夫、おひさ：菊地陽子、だるま屋源兵衛（源次）：大林丈史、大倉外記：上野山功一 、田中浩二、浅田祐二、宮城幸生、池田謙治、大木綾子、稲垣陽子、田野由起子、岩井田浩己 |
| 第21話 | 1988.08.02 | 「友情の命燃やして」                            | 小川英 胡桃哲       | 斎藤光正   | 文進堂吉太郎：原康義、北町奉行（坂田甲斐守）：内田稔、片平九十郎：内田勝正、文三：粟津號、明石屋：北見唯一、備州屋：松田明、仲居：紅萬子、お葉：北見青子、浜田雄史、大矢敬典、奥久俊樹、藤長照夫、北村明男、山田永二 |
| 第22話 | 1988.08.23 | 「捨て身の説得」                                | 和久田正明          | 原田雄一   | おくら：左時枝、小宮山武助：石山律雄、森川理三郎：宮口二郎、吉岡頼母：五味龍太郎、乾勘兵衛：石倉英彦、神田川与平：森秀人、おふで：西岡慶子、いね：志乃原良子、伊之助：疋田泰盛、猿渡有香、寺西賢太郎、河本忠夫、平和正雄、泉好太郎、司裕介、田井克幸 |
| 第23話 | 1988.09.06 | 「苦死を落とした女」                            | 中野顕彰 小川英     | 長谷部安春 | 静香：藤吉久美子、久造：横光克彦、谷田部兵部：名和宏、村越吉勝：佐原健二、車坂の陣八：大木正司、土佐屋利兵衛：国一太郎、上村要之進：玉生司朗、おしん：工藤啓子、和尚：伴勇太郎、櫛屋主人：佐々山洋一、小峰隆司、福中勢至郎、藤長照夫、杉山幸晴、藤坂有希、郷加寿美、権藤由利子、壬生新太郎 |
| 第24話 | 1988.09.13 | 「父子草、浮世の浪」                            | 小川英 蔵元三四郎   | 長谷部安春 | 直吉：塩屋俊、お玉：香山まり子、半助：石山雄大、駒造：森塚敏、榊山海山：出水憲司、吉兵衛：山村弘三 、深作覚、土井健守、岩井田浩己、及川潤 |
| 第25話 | 1988.09.20 | 「咲くか、赦免花」                              | 中野顕彰 小川英     | 牧口雄二   | 亀吉：五代高之、お静：山本みどり、熊造：伊藤高、桑原多門：石橋雅史、越後屋市兵衛：小沢象、久三：河野実、大政：徳田興人 、中嶋俊一、宮城幸生、有島淳平、木谷邦臣、波多野博、志茂山高也、畑中伶一、高橋浩二郎、奥久俊樹、勇家寛子、高谷舜二、松原健司、永居光男 |
| SP-3   | 1988.09.27 | 「一心太助とご落胤・男一匹ここにあり」（120分） | 小川英 胡桃哲       | 牧口雄二   | 一心太助：藤岡琢也 千太：菊池健一郎 日向屋千景：松岡知重 一条高麻呂：石橋蓮司 尾花若狭守勝茂：青木義朗 五助：森川正太 金森軍太夫：伊藤敏八 酒井雅楽頭忠清：内藤武敏 大久保彦左衛門：加藤武 海老名主膳：溝田繁 三沢頼母：寺下貞信 幕閣：水上保広 雪乃：岩本千春 徳川家綱：中村彰良 左平次：崎津隆介 ：入江慎也 ：笹吾朗 ：白川明彦 ：波多野博 ：森山陽介 ：井上昭 ：大矢敬典 ：矢部義章 ：細川純一 ：藤長照夫 ：木下通博 ：福中勢至郎 ：星野美恵子 |
| 第26話 | 1988.10.11 | 「螢火」                                        | 小川英 山田貴美子   | 松尾正武   | 白井宗之助：辰巳琢郎 多田源内：清水章吾 菊枝：三浦リカ 佐平治：坂田金太郎 ：谷口孝史 ：池田謙治 ：小船秋夫 ：新橋伸介 ：奔田陵 ：小川純一郎 ：寺田早希 ：桑田範子 |
| 第27話 | 1988.10.18 | 「千切れ雲、縁の旅」                            | 和久田正明          | 髙倉祐二   | お島：園佳也子、伊藤弥市：田中隆三、加倉井刑部：川合伸旺、丸山仙十郎：芝本正、奈良平：楠年明、本多帯刀：加茂雅幹、小池玄之進：石倉英彦、ふく：志乃原良子、彦次郎：稲田龍雄、東蔵：疋田泰盛、小峰隆司、和田昌也、清家三彦、平河正雄、松村直美、高橋真美、武田文雄、渡辺慎也 |
| 第28話 | 1988.10.25 | 「ゆき暮れて母悲し」                            | 安藤日出男          | 牧口雄二   | 小西さと：岩崎加根子、小西弥市：真夏竜吾、甲田せつ：速水典子、大場主水：原口剛、赤沢典膳：西山辰夫、伊勢屋十兵衛：有川正治、甲田清一郎：武井三二、順庵：遠山金次郎 、藤沢徹夫、西山清孝、奔田陵 |
| 第29話 | 1988.11.01 | 「辰の赤ん坊」                                  | 蔵元三四郎 小川英   | 松尾正武   | おこと：神保美喜 伊勢屋市兵衛（夜鴉、安吉）：大竹修造 崎坂豊後：高野真二 ：稲葉浩子 ：郷加寿美 ：中谷由香 ：三星東美 ：小谷浩三 ：田中学 ：菱田麻美 ：妹尾祐太 |
| 第30話 | 1988.11.08 | 「待ちわびて千鳥橋」                            | 鈴木生朗            | 髙倉祐二   | 清七：丹波義隆、おぶん：日下由美、馬淵内記：江見俊太郎、堺屋藤兵衛：椎谷建治、伝八：重久剛一、猪木十蔵：笹木俊志、おしげ：東竜子 、遠山二郎、白井滋郎、江原政一、小坂和之、辻喬次郎、谷口孝史、西村正樹、内藤康夫、高谷舜二、壬生新太郎、岩井田浩己、鈴木秀一、手島巨人、美松艶子 |
| 第31話 | 1988.11.15 | 「同心物語 父ありき」                           | 鈴木生朗            | 長谷部安春 | 加納半兵衛：佐野浅夫、千世：伊藤美由紀、弥助：井上博一、由良豊後守：北原義郎、三木蔵人：成瀬正孝、巴屋十兵衛：須永克彦、沢村：久賀大雅、無楽斎：岡村嘉隆 |
| 第32話 | 1988.11.22 | 「おれんの逆襲」                                | 小川英 中野顕彰     | 長谷部安春 | 春吉：飯塚洋介、岩田左内：立川三貴、伊勢屋清兵衛：高桐真、大淵信太郎：田中浩、郷田：福本清三 |
| 第33話 | 1988.11.29 | 「長い銀の箸」                                  | 安藤日出男          | 松尾正武   | 菅野吾平：辻萬長、菅野みほ：高橋かおり、土屋但馬守：御木本伸介、流れ星のお銀：小野さやか、朽木大学：波田久夫、長崎屋宇平：森章二、堀修庵：森秀人、陳：井上茂 |
| 第34話 | 1988.12.06 | 「一の糸」                                      | 小川英 山田貴美子   | 松尾正武   | お浪：原日出子、彦次郎：石田信之、村木屋笑兵衛：睦五朗、石部岩之助：遠藤征慈、おりう：野田浩子 |
| 第35話 | 1988.12.13 | 「牛吉の純情」                                  | 和久田正明          | 髙倉祐二   | おちか：稲野和子、巳之介(甲州無宿三次)：平泉成、朝倉外記：片岡五郎、辻欣之丞：出水憲司、笠次郎：岩尾正隆、お柳：紅萬子、丁字屋番頭：佐々山洋一 、久保田香織 |
| 第36話 | 1988.12.20 | 「友吉、愛に死す」                              | 小川英 蔵元三四郎   | 髙倉祐二   | おきく：牧口昌代、岡村主水：玉川伊佐男、横山摂津守：原口剛、銀次：潮哲也、笹木：唐沢民賢、瓢吉：中嶋俊一、源造：小田部通麿 |
| SP-4   | 1988.12.27 | 「ふたり長七郎・京の舞い」（120分）             | 小川英 胡桃哲       | 牧口雄二   | 刈女：野村真美 小弥太：石橋正次 八坂刑部：遠藤太津朗 深堀出雲：亀石征一郎 朝日奈多門：和崎俊哉 石巻武平（長曽根要）：伊東達広 桂木：河合絃司 真牛：西田真吾 秋光尼：木島幸 桜井十蔵：有川正治 千石屋：川浪公次郎 松永源内：笹木俊志 三条貴子：斉藤絵里 老婆：山村嵯都子 松吉：高橋浩二郎 ：波多野博 ：小峰隆司 ：藤長照夫 ：平川正雄 ：木谷邦臣 ：池田謙治 ：矢部義章 ：山田永二 ：和田昌也 ：小船秋夫 ：井上昭 ：加藤照男 東福門院：野際陽子 以下はノンクレジット 捕り方：木下通博 ：福本清三                                                                           |
| 第37話 | 1989.01.10 | 「泣くな!妹よ」                                 | 小川英 中野顕彰     | 髙倉祐二   | お秋：川島美津子、すっぽんの佐八：河原さぶ、新助：渋谷天笑、長崎屋五兵衛：田口計、後藤主膳：上野山功一、市助：田畑猛雄、才次：田中弘史、トメ吉：ホープ・ユタカ、お美乃：野田浩子、天地堂主人：浅田祐二 |
| 第38話 | 1989.01.17 | 「天女が舞った夜」                              | 小川英 胡桃哲       | 松尾正武   | お紺：五代百絵、草技堂宇之吉：冨家規政、星川半蔵：山本昌平、太田黒兵部：内田勝正、三笠屋藤兵衛：福山升三、升蔵：岡本征雄、女将：八汐路佳子、おしず：武田京子、お時：中西紫野、徳兵衛：笹吾朗、矢吉：隈本晃俊、彫物師：蓑和田良太 |
| 第39話 | 1989.01.24 | 「怠なれど愚ならず」                            | 名倉勲              | 髙倉祐二   | 横井東馬：桜木健一、剣持帯刀：長谷川哲夫、大杉喜内：藤岡重慶、西海屋徳兵衛：相馬剛三、牧野大和守：五味龍太郎、藤蔵：浜伸二、唐津藩江戸家老：中村錦司 |
| 第40話 | 1989.01.31 | 「不幸を呼ぶ女」                                | 小川英 蔵元三四郎   | 松尾正武   | おつた：甲斐智枝美、備前屋弥平：佐藤仁哉、崎坂豊後：永井秀明、玄庵：瀬川新蔵、与力：大木晤郎、繁蔵：下元年世 |
| 第41話 | 1989.02.07 | 「妻たちの仇討」                                | 和久田正明          | 矢田清巳   | 村山ゆり：白都真理、石田ちさ：山像かおり、お松：倉沢淳美、島田内蔵助：菅貫太郎、三州屋文六：河野実、村山新八：水上保広、石田友之進：武井三二、仙吉：松田吉博、舟木弥太郎：白川浩二郎、河合半左衛門：遠山金次郎、河内屋主人：有島淳平、長屋の女：森あつこ、香住美弥子、三州屋女中：春藤真澄 |
| 第42話 | 1989.02.14 | 「まかない屋おりき」                            | 鈴木生朗            | 山下耕作   | おりき：中村メイコ、巳之助：中村孝雄、稲葉山城守：西山辰夫、松屋宗助：長谷川弘、根岸主膳：石倉英彦、力屋番頭・久太郎：野口貴史、おすが：志乃原良子、捨吉：吉崎大祐、佐伯右京亮：市川男女之助、力屋の若い者：奥久俊樹、高橋浩二郎、石渡康城 |
| 第43話 | 1989.02.21 | 「弟よ、小蝶涙舞い」                            | 鈴木生朗            | 矢田清巳   | 竹本小蝶：新藤恵美、杏花堂栄之助：並木史朗、内出大学：外山高士、手島幸蔵：岩尾正隆、村上隼人：西園寺章雄、伊藤：志茂山高也、おしげ：紅萬子、柴田：司裕介、滝山藩士：竹井雅文、西山清孝 |
| 第44話 | 1989.02.28 | 「少女の叫び」                                  | 安藤日出男          | 山下耕作   | 大月力：辰巳琢郎、藤木しづか：本名陽子、沼田甲斐：近藤宏、吉津忠友：坂口徹郎、藤木菊乃：宮田圭子、大月一馬：藤沢徹夫、大内：玉生司朗 |
| 第45話 | 1989.03.07 | 「銃声に謎あり」                                | 小川英 中野顕彰     | 山下耕作   | お咲：杉田かおる、朝吉：加納竜、巳之吉：宮口二郎、田島屋徳兵衛：高桐真、黒坂半兵衛：波田久夫、玄斉：山口幸生、しま：小林泉、長屋の女房：前川恵美子、勇家寛子 |
| 第46話 | 1989.03.14 | 「狸がくれた五千両」                            | 小川英 中野顕彰     | 山下耕作   | お春：杉浦幸、留吉：本田博太郎、平川泰造：江見俊太郎、才次：金子研三、淀屋：石浜祐次郎、大黒屋：国田栄弥、吉兵衛：北見唯一、お喜久：村上理子、お甲：藤坂有希、お山：小柳圭子 |
| 第47話 | 1989.03.21 | 「蘇える面影」                                  | 小川英 蔵元三四郎   | 原田雄一   | 真鍋左内：本間優二、橋本新之丞：下塚誠、田中豊後：勝部演之、小林：小林竜一、繁蔵：下元年世 |
| 第48話 | 1989.03.28 | 「お銀哀歌」                                    | 小川英 胡桃哲       | 長谷部安春 | 小弥太：石橋正次、小早川備前：小林昭二、黒木兵馬：小野武彦、越前屋文兵衛：須永克彦 |
| SP-5   | 1989.04.04 | 「長七郎、大奥まかり通る」（120分）             | 小川英 胡桃哲       | 齋藤光正   | 雪絵：高部知子 二階堂左門：長谷川明男 山中道伯：織本順吉 菊村：大塚良重 しのぶ：小牧彩里 梓：岩本千春 楓：小野沢智子 徳川家綱：若菜孝史 島田軍兵衛：遠藤征慈 上総屋：大木晤郎 片桐：石倉英彦 お坊主：横田智照 武士：川浪公次郎 弟子：小野誠一 配下：小林昭彦 ：遠山金次郎 ：矢部義章 ：江原政一 ：鈴川法子 ：星野美恵子 ：田野由起子 ：池田みゆき 酒井雅楽頭忠清：内藤武敏 小弥太：石橋正次 淡路：土田早苗 |
| 第49話 | 1989.04.18 | 「奇妙な息子」                                  | 小川英 北川哲史     | 長谷部安春 | 卯之吉：黒崎輝、お峰：本山可久子、加納与之助：北村総一朗、大黒屋宗七：徳田興人、大橋摺之助：白井滋郎、河田左馬之助：中嶋俊一、嵐鬼之助：河本忠夫、岡っ引き：中村正、源三：波多野博、小女：平山裕美 |
| 第50話 | 1989.04.25 | 「桜川、母娘花」                                | 小川英 山田貴美子   | 金鐘守     | おきわ：山下智子、おすま：和田幾子、仙三：伊藤敏八、旅篭の女将：三浦徳子、常吉：入江武敏、女衒：小峰隆司、同心：谷口孝史 |
| 第51話 | 1989.05.09 | 「別れ霜」                                      | 小川英 山田貴美子   | 牧口雄二   | 於滝：姿晴香、戸沢広寿：大林丈史、及川十蔵：小沢象、戸沢小太郎：川名浩介、杉浦吉保：溝田繁 |
| 第52話 | 1989.06.06 | 「闇を斬る女医者」                              | 和久田正明          | 原田雄一   | 村岡弥生：桂木文 鏑木主水：山田吾一 伊藤勇作：中野誠也 八兵衛：河合絃司 又平：根岸一正 影之丞：小林芳宏 堀田：真木一 次郎吉：井上茂 瀬戸半兵衛：田中弘史 ：木谷邦臣 ：淡路康 ：中尾英雄 ：富永佳代子 |
| 第53話 | 1989.06.20 | 「下総一ノ瀬変り桝」                            | 安藤日出男          | 牧口雄二   | 清兵衛：横光克彦 おあき：丸山秀美 黒川修理：小林勝彦 まむしの参次：市村昌治 一ノ瀬信之：伊庭剛 工藤：玉生司朗 佐伯：岩尾正隆 ：川浪公次郎 ：有島淳平 ：泉好太郎 ：遠山二郎 ：斉藤弘勝 ：小坂和之 ：藤長照夫 ：西山清孝 ：高橋浩二郎 ：浅井誠 ：横川由香 ：杉本祐太朗 |
| 第54話 | 1989.06.27 | 「瓦版かっぱ騒動」                              | 小川英 渡辺良       | 山下耕作   | 与次郎：左とん平、大介：小日向範威、大場典膳：五味龍太郎、銀屋久太郎：高桐真、浪速堂喜助：河野実、長屋の女房：川本美由紀、谷広子、同心：松井雄一郎、新太：司裕介 |
| 第55話 | 1989.07.11 | 「蛍の哭く川」                                  | 和久田正明          | 山下耕作   | お甲：東千晃、畠山右京亮：永井秀明、畠山市之進：沖田さとし、森川主膳：伴直弥、鳥羽一平太：白井滋郎、藤兵衛：高並功、小つる：五代百絵、今出川中納言：加茂雅幹、喜多村宗達：伴勇太郎、一橋家姫君：上野智子、嶋屋番頭：松原健司、岡っ引き：平河正雄 |
| 第56話 | 1989.07.18 | 「川開き、大輪の花」                            | 名倉勲              | 大洲斉     | 茂兵衛：松崎しげる、おりん：上村香子、香月摂津守：深江章喜、富士屋幸助：小野隆、久兵衛：北見唯一、富士屋嘉助：新城邦彦、菊乃屋徳右衛門：田中弘史 |
| 第57話 | 1989.07.25 | 「夕映えの女」                                  | 鈴木生朗            | 山下耕作   | お夕：芦川よしみ、戸張一閑：田口計、本多図書：高野真二、和倉屋紋兵衛：牧冬吉、久蔵：浜伸二、村田喜平次：真田実、おまさ：八汐路佳子、おきぬ：鳥羽尚美 |
| 第58話 | 1989.08.22 | 「影のある女」                                  | 和久田正明          | 斎藤光正   | 丹下小兵衛：綿引勝彦、菊次：磯部勉、お紋：大塚良重、お夏：藤奈津子、川路伊賀守：波田久夫、丸橋伊兵衛：田畑猛雄、美濃屋万吉：北見唯一、伊勢屋太左衛門：松田明、吉田源六：中村錦司 |
| 第59話 | 1989.08.29 | 「辰も男だ!」                                   | 小川英 北川哲史     | 山下耕作   | さぶ：美木良介、お恵：安永亜衣、町田勝之進：原口剛、駿河屋仁佐衛門：長谷川弘、三河屋利右衛門：石浜祐次郎、久六：石倉英彦、中年の男：佐々山洋一、油屋の番頭：邦保、同心：波多野博、浪人：小峰隆司 |
| 第60話 | 1989.09.05 | 「迷い込んだ女」                                | 小川英 山田貴美子   | 斎藤光正   | 室生：風祭ゆき 嶋若狭守忠相：小林勝彦 大原弥平次：片桐竜次 与力：楠年明 菱屋のおかみ：紅萬子 ：清家利一 ：伊藤康二 ：森山陽介 ：矢部義章 ：泉好太郎 ：藤枝政己 ：鈴川法子 |
| 第61話 | 1989.09.12 | 「長寿のご利益」                                | 小川英 酒井あきよし | 長谷部安春 | お松：千石規子 お峰：三浦リカ 梶山主膳：上野山功一 黒田貞之助：石山雄大 仙助：唐沢民賢 多吉：西園寺章雄 清治：高良隆志 長屋の女：武田てい子 ：細川純一 ：福中勢至郎 ：東孝 ：浅倉ゆり |
| 第62話 | 1989.09.19 | 「十年目の危機」                                | 小川英 中野顕彰     | 長谷部安春 | 市蔵：橋本功 お咲：長谷部香苗 川瀬鉄之助：北原義郎 稲毛屋伍平：幸田宗丸 お久：志乃原良子 大前田：谷口孝史 玄斉：山口幸生 ：滝譲二 ：山内健太郎 ：清家三彦 ：平河正雄 ：和田昌也 ：淡路康 ：市条亨一 ：壬生新太郎 ：前川恵美子 ：太田和余 宮里由美 酒井雅楽頭忠清：内藤武敏 |
| SP-6   | 1989.09.26 | 「最後の挑戦・さらば長七郎」（120分）           | 小川英 胡桃哲       | 齋藤光正   | 茜：北原佐和子 東吾：磯崎洋介 都築門之助：勝部演之 立花右近：菅貫太郎 影の十三：内田勝正 三枝半兵衛：和崎俊哉 城戸右門：高峰圭二 徳川家綱：若菜孝史 野々村：伊吹総太朗 柴田：田中弘史 五作：阿木五郎 黒木源太郎：崎津隆介 黒木源二郎：坂本隆 黒木源三郎：二宮秀夫 ：有島淳平 ：波多野博 ：木下通博 ：司裕介 ：遠山金次郎 ：峰蘭太郎 ：森松條次 ：金田永植 ：富永佳代子 お葉：平淑恵 酒井雅楽頭忠清：内藤武敏 |

### 第3シリーズ
| 話数   | 放送日     | サブタイトル                                    | 脚本              | 監督     | ゲスト出演者 |
| ------ | ---------- | ----------------------------------------------- | ----------------- | -------- | --- |
| 第1話  | 1990.10.16 | 「将軍が消えた」                                | 小川英 胡桃哲     | 齋藤光正 | おれん：野川由美子 一色肥後守義照：宗方勝巳 加賀爪源三：原口剛 藤堂平馬：遠藤征慈 徳川家綱：若菜孝史 敷島：三浦リカ 配下：林優枝 ：江並隆 大久保：中村錦司 門番：浜田雄史 ：粕谷朋江 ：山下和也 ：河本忠夫 |
| 第2話  | 1990.10.23 | 「姉妹かんざし」                                | 鈴木生朗          | 金鐘守   | 小せん：石倭裕子、鳴海屋吉蔵：睦五朗、鏑木能登：外山高士、尚古堂利助：渡浩行、酒巻弥平次：石倉英彦、料亭の女将：宮本毬子、小間物屋女主人：藤田千代美、世話役：新城邦彦、仲居：松島ゆみこ、お竹：河合綾子、お京：武田京子、おせい：藤吹景子、おすみ：神原千恵 |
| 第3話  | 1990.10.30 | 「思い川」                                      | 小川英 山田貴美子 | 金鐘守   | おもん：芦川よしみ、宮原正清：勝部演之、岡野陣十郎：伊藤高、胴元：結城市朗、剣太：布施優一郎、礼二郎：水上保広、両替商主人：伝法三千雄、役人：山田永二、刀屋主人：原一平 |
| 第4話  | 1990.11.06 | 「ひとつぶの銀」                                | 小川英 井川公彦   | 松尾正武 | 清兵衛：桜木健一、神野生馬：浜田晃、辰巳屋仁左衛門：西山辰夫、おちか：水原まき、半五郎：高峰圭二、金山：坂田金太郎、美濃吉：井上茂、岩木：有川正治、地回り：福本清三 |
| 第5話  | 1990.11.13 | 「葵小僧推参!」                                 | 小川英 井川公彦   | 齋藤光正 | お里：一柳みる 彦兵衛：鶴田忍 松平河内守：小林勝彦 島田岳膳：唐沢民賢 南海屋主人：北見唯一 房蔵：峰蘭太郎 供侍：中嶋俊一 ：遠山金次郎 ：森山陽介 ：奔田陵 ：小坂和之 ：岩井田浩己 ：船本克也 ：国本政守 ：春藤真澄 |
| 第6話  | 1990.11.20 | 「がめつい女?」                                 | 名倉勲            | 金鐘守   | おやす：根岸明美、六角義周：西田健、佐貫屋宗太郎：佐久田修、佐貫屋宗兵衛：中田浩二、黒田屋六兵衛：長谷川弘、治平：阿木五郎、源治：赤城太郎、留吉：平田桃介 |
| 第7話  | 1990.11.27 | 「死神をぶっ飛ばせ!」                           | 和久田正明        | 小澤啓一 | おはん：黒田福美、高見沢玄蕃：亀石征一郎、相原猪之助：清水章吾、青木玄徳：島田順司、円蔵：市川好朗、与惣八：芝本正、呂九平：当銀長太郎、お千代：大橋雅子、井筒屋隠居：市川男女之助 |
| 第8話  | 1990.12.04 | 「十手も刀も捨てて」                            | 小川英 井川公彦   | 金鐘守   | お絹：高沢順子、小市：丹波義隆、田坂康政：石山律雄、金子屋庄左衛門：高野真二、赤崎矢五郎：堀田真三、浪人：白川浩二郎、門番：山下豊久 |
| 第9話  | 1990.12.11 | 「赤猫が踊った日」                              | 小川英 中野顕彰   | 金鐘守   | 岩木南山：高岡健二、長崎屋：田口計、笹岡主膳：幸田宗丸、木田：原口剛、関根俊斉：松本朝生、ふさ：丸山秀美、千代：後藤慎好、田原：溝田繁、桑原：福本清三、若林：高橋浩二郎 |
| 第10話 | 1990.12.18 | 「若後家には御用心」                            | 鈴木生朗          | 小澤啓一 | おくに：蜷川有紀、大野左太夫：高城淳一、坂崎甚内：内田勝正、堀田修理亮：成瀬正孝、五郎次：下元年世、小松屋宗吉：西園寺章雄、弥十：奔田陵 |
| 第11話 | 1991.01.08 | 「傷」                                          | 小川英 蔵元三四郎 | 金鐘守   | おせん：原日出子、亀吉：樋浦勉、佐伯一蔵：小沢象、近江屋仁平：福山升三、おちか：本名陽子、茶店の主人：北村光生、夏木玄庵：松田明、医者：有島淳平 |
| 第12話 | 1991.01.15 | 「居候は暴れん坊」                              | 小川英 渡辺良二   | 小澤啓一 | 三つ木貞之助（徳川光貞）：堤大二郎、水原忠慶：西沢利明、荒巻左内：遠藤征慈、安藤直秋：小笠原弘、徳川頼純：三浦竜也、お悠：曽根清美、堺屋：中村錦司、仙太：中田譲治、善八：佐々山洋一 |
| 第13話 | 1991.01.22 | 「兄妹芝居涙の花道」                            | 鈴木生朗          | 小澤啓一 | 花本小三郎：片桐光洋、おちよ：有輝知春、花本京弥：長谷川稀世、池田屋庄吉：山本紀彦、およし：三浦リカ、巴屋十兵衛：大林丈史、三田村伯堂：永井秀明、根岸紋十郎：中田博久 |
| 第14話 | 1991.01.29 | 「雪に舞うわらべ唄」                            | 和久田正明        | 金鐘守   | おもん：土田早苗、奥平修理：小林勝彦、小宮山武助：唐沢民賢、三州屋：北見唯一、日向内蔵助：芝本正、道伯：楠年明、小せん：吉本真由美、岩月弥内：石倉英彦、源太：雨笠利幸 |
| 第15話 | 1991.02.05 | 「辰が惚れた女」                                | 小川英 胡桃哲     | 齋藤光正 | 南田志麻：大塚良重、南田源之助：坂詰貴之、朝比奈外記：小笠原良知、水野内膳：内田勝正、遠州屋仁兵衛：中井啓輔、南田宗一郎：東村元行、仲居：紅萬子、同心：笹木俊志 |
| 第16話 | 1991.02.12 | 「雪女は恋に死ぬ」                              | 鈴木生朗          | 金鐘守   | お雪：山本ゆか里、鬼火の百蔵：久富惟晴、山岡半兵衛：黒部進、朝倉外記：西山辰夫、住職：須永克彦、杉浦蔵人：大木晤郎、村越喜十郎：浜田雄史、門番：西山清孝 |
| 第17話 | 1991.02.19 | 「春遠からじ」                                  | 石村嘉子          | 齋藤光正 | おきん：林美智子、大黒屋藤兵衛（藤助）：長谷川明男、長尾：佐伯徹、蔦屋忠兵衛：大場順、おくみ：田中綾子、神原輿太夫：田畑猛雄、佐々木与右衛門：楠年明、秋田出羽守正次：波田久夫 |
| 第18話 | 1991.02.26 | 「名のれぬ女」                                  | 小川英 山田貴美子 | 金鐘守   | お涼：山下智子、早瀬丑之助：福田豊土、弥之吉：井上高志、与七：岡本早生、掛蔵：早川研吉、二見屋の主人：有島淳平、迫道：森下鉄朗 |
| 第19話 | 1991.03.05 | 「金十両が厄となる」                            | 鈴木生朗          | 金鐘守   | 平田左仲：田中浩、小松屋和兵衛：福山升三、市蔵：益富信孝、戎屋金兵衛：石浜祐次郎、荒木小十郎：岩尾正隆、島田又右衛門：波多野博、お六：五代百絵、与吉：西山清孝 |
| 第20話 | 1991.03.12 | 「恋しぐれ、女スリ」                            | 和久田正明        | 山下耕作 | お蝶：神保美喜、香月左門：伊東達広、美奈代：浅見美那、土橋典膳：谷口孝史、千太郎：安部潮、鬼火の権八：浜伸詞、土蜘蛛の弥十：有川正治、蛍の伊之助：山口幸生、江戸屋紋十郎：中村錦司、寅吉：北村光生、半次：二宮寛 |
| 第21話 | 1991.03.19 | 「罠に掛った長七郎」                            | 小川英 胡桃哲     | 山下耕作 | 神保山城守義照：青木義朗、二階堂兵部：唐沢民賢、お蘭の方：志乃原良子、松永与五郎：大木晤郎、刀光堂主人：疋田泰盛、亀石藩用人：藤沢徹夫 |
| SP-1   | 1991.04.02 | 「長七郎の陰謀」（120分）                       | 小川英 胡桃哲     | 金鐘守   | 偽長七郎：里見浩太朗（二役） おれん：野川由美子 北村右京亮：大出俊 大山勘左衛門：佐藤英夫 三浦：勝部演之 左紋次：磯部勉 駿河大納言忠長：長谷川哲夫 川島民部：中田浩二 美和：鈴木聖子 吹雪：石倭裕子 徳川家綱：若菜孝史 平蔵：田中弘史 太田黒：河野実 ：西園寺章雄 ：五十嵐秀樹 ：森山陽介 ：武井三二 ：加藤重樹 ：岡田一恭 ：坂内千帆 酒井讃岐守忠勝：金田龍之介 以下はノンクレジット ：小峰隆司 ：藤沢徹夫 ：細川純一 ：稲田龍雄 ：西山清孝 ：池田謙治 ：小船秋夫 ：木下通博 |
| 第22話 | 1991.04.23 | 「野菊と芋侍」                                  | 名倉勲            | 松尾正武 | 浜野伊織：橋本功 おかよ：渡辺美恵 島田頼母：北原義郎 美濃屋宗兵衛：幸田宗丸 ムササビの佐八：原一平 猿の千造：佐川源治 柏木市之進：滝譲二 おせん：小柳圭子 おとら：武田てい子 おえん：鳥羽なおみ ：森あつ子 ：前川恵美子、 ：上田こずえ ：寺田早希 ：泉好太郎 ：和田昌也 ：小船秋夫 ：畑中伶一 |
| 第23話 | 1991.04.30 | 「霊験あらたか」                                | 蔵元三四郎 小川英 | 牧口雄二 | 作次：木場勝己、松吉：西尾塁、菱屋茂兵衛：深江章喜、大野内膳：小沢象、仙吉：水上保広、熊八：阿波地大輔、大家：端田宏三 |
| 第24話 | 1991.05.07 | 「夢の通い路」                                  | 小川英 山田貴美子 | 牧口雄二 | 渡嘉敷加奈：渡辺ちあき、飛鳥井（伊波安里）：青山雪菜、垣内弥十郎：川辺久造、島田典馬(伊波興照)：成瀬正孝、渡嘉敷真刈：日高久美子、与力：浜田雄史、町人：真砂皓太、椿竜二、嶋広史 |
| 第25話 | 1991.05.21 | 「ふたりの女」                                  | 小川英 南賀明子   | 山下耕作 | おふみ：優ひかり、早苗：小牧彩里、竜吉（河合新之助）：草見潤平、村山軍兵衛：江見俊太郎、大枡屋：森幹太、磯部：石倉英彦、茂平：玉生司朗、伊助：遠山二郎、おくめ：河野元子 |
| 第26話 | 1991.05.28 | 「女侠涙の伊達姿」                              | 鈴木生朗          | 山下耕作 | お勝：平淑恵、清兵衛：高峰圭二、甚五郎：睦五朗、片倉主膳：高桐真、小森半左衛門：溝田繁、惣兵衛：山本弘、お半：湖条千秋、寅吉：広瀬義宣、宇之吉：武井三二 |
| 第27話 | 1991.06.04 | 「奇怪なり葵の香炉」                            | 小川英 北川哲史   | 金鐘守   | 平林隆之進：田中隆三、滝川利兵衛：土屋嘉男、倉田さえ：日下由美、瀬尾典膳：外山高士、伊藤孫四郎：木村栄、相模屋：北見唯一、駒場の耕平：結城市朗、川村：波多野博 |
| 第28話 | 1991.06.11 | 「泪橋越えたら‥‥」                              | 和久田正明        | 金鐘守   | 直八：辻萬長、おふみ：余貴美子、蒔田兵庫助：亀石征一郎、佐渡吉：重久剛一、杢兵衛：阿木五郎、相馬鉄之進：下元年世、仙石栄次郎：谷口孝史、札差主人：森下鉄朗、山城屋：笹吾朗、山名三九郎：中西宣夫、田中多平：石黒丈喜、伊之吉：加藤重樹、料理屋女将：和泉敬子 |
| 第29話 | 1991.06.18 | 「現われた初恋の人」                            | 鈴木生朗          | 山下耕作 | おきよ：中村メイコ、小田切長門：川合伸旺、丸屋清太郎：若山騎一郎、おしず：伊吹友木子、小せん：虎島由香、安西六之助：出水憲、幸兵衛：中村錦司、新笠の勝蔵：有川正治、庄七：柳川昌和 |
| 第30話 | 1991.06.25 | 「十手子守歌」                                  | 名倉勲            | 山下耕作 | 舛添勘解由：御木本伸介、お安：鷲尾真知子、富山十蔵：黒部進、仙造：牧冬吉、半兵衛：芝本正、藤八：勝野賢三、太田源吾：福本清三 |
| 第31話 | 1991.07.02 | 「肩よせ合って」                                | 小川英 胡桃哲     | 齋藤光正 | お雪：竹井みどり、お冬：麻未真有、愚念：幸田宗丸、大信田弾正：石橋雅史、徳円：崎津隆介、一倉：下元年世、喜三郎：阿木五郎、島田屋：松田明、二見屋：久賀大雅、主人：泉好太郎 |
| 第32話 | 1991.07.09 | 「少年は叫ぶ!」                                 | 小川英 井川公彦   | 齋藤光正 | 房蔵：不破万作、博多屋忠左衛門：久富惟晴、お葉：鈴鹿景子、近藤勘三郎：波田久夫、清之助：杉山裕紀、伊兵衛：田中弘史、借金取：疋田泰盛 |
| 第33話 | 1991.07.16 | 「男泣き兄弟盃」                                | 和久田正明        | 井上泰治 | 天狗安（安五郎）：高岡健二、おちか：一色彩子、米倉伊賀守：高城淳一、村松小太夫：河合絃司、別所盛親：楠年明、三次：二宮寛、亀井虎之助：石倉英彦、お常：島村昌子、中間：広瀬義宣、留守居役：大木晤郎 |
| 第34話 | 1991.07.23 | 「艶姿、剣舞い」                                | 鈴木生朗          | 金鐘守   | 立花小蝶：剣幸、大谷屋利三郎：菅貫太郎、伊佐山大膳：田中浩、寺沢弥平次：堀田真三、千代松：永島淳、小花：東城美帆、金井寅之介：玉生司朗、常陸屋万兵衛：佐々山洋一、荒木：浜田雄史 |
| 第35話 | 1991.07.30 | 「思いやり、回り道」                            | 小川英 蔵元三四郎 | 矢田清巳 | 橘竜之介：黒田隆哉、内山ちえ：加藤由美、美濃屋幸吉：田口計、小松甚左衛門：原口剛、内山五兵衛：藤沢薫、佐伯：有川正治、茂平：端田宏三 |
| 第36話 | 1991.08.13 | 「鳴き砂」                                      | 石村嘉子          | 金鐘守   | 羽賀雪絵：蜷川有紀、塚原監物：高桐真、嶋田屋利兵衛：福山升三、加納：岩尾正隆、円戒：中村錦司、山崎：柳原久仁夫、羽賀兵馬：芝本正、玄庵：伝法三千雄、味升の女将：宮田圭子、江坂与四郎：山崎博之、江坂三郎：鶴山浩樹、藤吉：高谷舜二、琴姫：河合綾子、公家：越坂英生、武士：小坂和之 |
| 第37話 | 1991.09.03 | 「鉄火芸者の心意気」                            | 小川英 北川哲史   | 井上泰治 | 染吉：芦川よしみ、浅井兼左衛門：石山律雄、加賀屋庄兵衛：森幹太、長崎屋隆造：三角八朗、柴田十悟：水上保広、柏崎：下元年世、磯平：平岡秀幸、吉兵衛：伝法三千雄、伴助：阿波地大輔、藩士：志茂山高也、弥生：和泉敬子 |
| 第38話 | 1991.09.17 | 「別れ橋」                                      | 小川英 山田貴美子 | 矢田清巳 | 水島文之進：冨家則政、朝倉讃岐守：西沢利明、真砂路：一柳みる、雪於：奥貫薫、三上半兵衛：徳田興人、滝次（駒蔵）：奥久俊樹、よみうり屋：高橋浩二朗 |
| SP-2   | 1991.09.24 | 「虫ケラ一匹なればこそ、最後の剣舞い」（120分） | 小川英 胡桃哲     | 齋藤光正 | お俊 / 月姫（二役）：渡辺典子 尾上右近：北村総一朗 吹雪：栗田陽子 本郷隼人正：佐原健二 戸田大和守：永井秀明 法悦：幸田宗丸 番場兵庫：河原崎次郎 良順：阿木五郎 老臣：芝本正 三枝多門：楠年明 才助：佐々山洋一 幼年時代のお俊：塙紀子 戸田義次：竹内隆治 ：疋田泰盛 泉好太郎 ：田中義章 ：遠山金次郎 ：大矢敬典 ：木下通博 ：諸鍛冶裕太 ：森山陽介 ：石井洋充 ：加藤重樹 ：松島ゆみこ ：田辺ひとみ ：富永佳代子 酒井讃岐守忠勝：金田龍之介                                     |

## 主題歌
歌はすべて、主演の里見が担当

### 第1シリーズ
微笑みかけて（TDKレコード）
- 作詞：荒木とよひさ / 作曲：平尾昌晃 / 編曲：小六禮次郎
- 第1シリーズ第34話まで使用された。第5話以降は若干時間が短縮された。
- オープニングテーマは当曲をアレンジしたショートバージョンのインストールメンタルである。BS日テレの再放送でもオープニング終了直後およびエンディングと次回予告の間に挟む箇所にはその回の作品のワンシーンを3枚並べた静止画像をバックに画面右下の「BS4 BS日テレ」のテロップを表示しながら当曲をアレンジしたショートバージョンのインストールメンタルを流している。オープニングテーマが変わったSP-2「長七郎立つ!江戸城の対決」以降も引き続きこの曲が使用されている。

旅路～さすらい～（ビクター）
- 作詞：恩田久義 / 作曲・編曲：西村昌敏
- 第1シリーズ篠塚・丘野登板時より使用された。
- オープニングテーマは当曲をアレンジしたものでなく、独自のもの（ロック系アレンジがなされたドラマチックな曲調の楽曲）が使用された。
- 放映時にはレコード発売はなく、次作『友よ女よ』のB面に収録された。

友よ女よ（ビクター）
- 作詞：阿久悠[2]作曲：三木たかし[2]編曲：竜崎孝路
- 第1シリーズ後期（第61話から）の主題歌で映像は「旅路」のものを継続使用していた。
- オープニングテーマは中期と同じものが使用された。

### 第2シリーズ
おとこの歳月（ワーナーパイオニア）
- 作詞：山本伊織 / 作曲：長沢ヒロ / 編曲：桜庭伸幸
- 第2シリーズ前期の主題歌で髙品・宮川・三田降板時まで使用された。
- オープニングテーマは当曲をアレンジしたショートバージョンのインストールメンタルである。

再会物語（ワーナーパイオニア）
- 作詞：水木かおる / 作曲：遠藤実 / 編曲：斉藤恒夫
- 第2シリーズ後期の主題歌で髙品・宮川・三田に代わり新田・高木・竜登板時より使用された。
- 映像およびオープニングテーマは変わらず。
- 原曲では時代劇に不適切な歌詞が存在したため、一部歌詞を変更して使用された。

### 第3シリーズ
宵祭（ワーナーパイオニア）
- 作詞：小椋佳 / 作曲：TAI / 編曲：馬飼野俊一
- オープニングテーマは当曲をアレンジしたインストゥルメンタルである。第11話まではハイテンポだったが、第12話からは菊池俊輔のアレンジによる楽曲に変更された。
- 2016年以降のBS日テレの再放送ではエンディング映像の一部が第1シリーズのそれの流用に差し替えられている。

## 特徴
- 「三代将軍家光の治世、家光の甥にあたるやんごとなき（高貴な）人物が、将軍の意向に逆らって野に下った。その名は松平長七郎長頼。家光と将軍の座を争って命を失った駿河大納言忠長の忘れ形見である。」（第1シリーズ第18話までと第1シリーズ第21話、冒頭のナレーションより）
- 「三代将軍家光の治世、家光の甥にあたるやんごとなき（高貴な）人物が、将軍の意向に逆らって野に下った。その名は松平長七郎長頼。家光と将軍の座を争って命を失った駿河大納言忠長卿の忘れ形見である。」（第1シリーズ第19話から[注 44]第1シリーズ最終話までの冒頭のナレーションより）
- 「四代将軍家綱の治世、将軍の従兄にあたる一人の男が、自由闊達に世を生きていた。その名は松平長七郎長頼。三代将軍家光と将軍の座を争って命を失った駿河大納言忠長卿の忘れ形見である。」（第2シリーズSP-1「散るが命か、寒椿」から第2シリーズ第35話までの冒頭のナレーションより）
- 「四代将軍家綱の治世、将軍の従兄にあたる一人の男が、自由闊達に世を生きていた。駿河大納言忠長卿の忘れ形見、松平長七郎長頼である。」（第2シリーズ第36話以降の冒頭のナレーションより）
- 長七郎の愛刀は備前長船の源氏由来の名刀『大般若長光』という設定になっている（第2シリーズ第31話）。因みに大般若長光自体は国宝に指定されている実在の刀だが、実物は打刀ではなく太刀である。
- 第1シリーズ・第2シリーズはおれんが店主を務めるよみうり屋「夢楽堂」に、第3シリーズでは喜久蔵が店主を務める口入屋「浪花屋」に長七郎と宅兵衛が居候していた。
- ほぼ毎回、ラストの立ち回り殺陣では里見が十数秒から、SP版では1分近いワンカットの二刀流殺陣シーンがある。このワンカット殺陣は『天下ご免!』でも見受けられる。
- 第2シリーズは途中でレギュラーの交代があり、それに伴ってオープニングのクレジット順が変更になっている。（第1話～第36話）里見 → 火野 → 髙品（第35話まで） → 宮川・速川 → 下川 → 三田 → 野川（ → 丹波）、（SP-4「ふたり長七郎・京の舞い」以降）里見 → 野川 → 下川 → 新田・速川 → 高木（ → 三田：SPのみ） → 火野 → 竜（ → 丹波）

## 再放送・その他
- スタッフについて
  - 製作の企画担当やプロデューサーには日本テレビ・ユニオン映画・六本木オフィス（第1シリーズのみ）のスタッフが携わっている。
  - 撮影などの制作協力にはTBSのナショナル劇場などの制作協力にも携わっている東映太秦映像のスタッフが担当している。
- 一時期，郵政省（現・総務省、日本郵政グループ）のキャンペーンとして郵便局にポスターが掲げられた。
- 1980年代から90年代中盤にかけては、月曜から金曜10:00 - 11:00の日本テレビ時代劇再放送時間枠（関東ローカル）でしばしば再放送されていた。
- CS放送の日テレプラス&サイエンスや一部の日本テレビ系列および系列外のテレビ北海道や一部独立局で再放送を実施された。また、1990年代にはフジテレビ系列の秋田テレビで、午前中に再放送が行われた。
- 2007年3月に時代劇専門チャンネルで再放送された。2016年11月から同チャンネルにて2度目の再放送がされている。
- 2010年8月以降、本放送を同時ネットしていた日本テレビ系列の福島中央テレビで第1シリーズが再放送された。
- KBS京都では2012年6月から、第1シリーズより順次継続して放送された。
- 2012年7月30日からはBS日テレでも再放送を開始し、月曜から金曜の18:00 - 19:00に放送していた[注 45]。開始冒頭にブルーバック画面で「作品の意図を尊重し、オリジナルのまま放送致します。」と表示される。スペシャル版放送時は18:00 - 20:00となるが、スペシャル第1弾は90分間の放送であるため、残りの30分間はBS日テレ独自制作で主演だった里見浩太朗がVTR出演し、作品の解説と撮影当時のエピソードを語った。2時間スペシャルの回は日曜の夜に放送される場合が多い。その後も断続的に再放送を実施している。
- テレビ東京系列の時代劇アワーにおいて1995年以降随時放送実績が有る[3]。ただし拡大版は放送時間分割が困難なため時代劇アワーにおいては放送されていない。また、エンディングの制作 → 製作が"ユニオン映画"のみが表示されるため、制作 → 製作は本来の表示通り"ユニオン映画"と差し替えなしで表示されるが、スタッフの一部に"日本テレビ"と併記している場合[注 46]があり、当該のスタッフ紹介表示の際は一枚画に差し替えているが、以降に紹介するスタッフが差し替え対象外の場合は本来の映像を映される。従ってスポット的に一枚画に差し替えられているケースが多い。
- 2012年3月よりニューギンが本作とタイアップしたパチンコ「CR長七郎江戸日記」が稼動している。
- 2013年11月4日から2014年3月は千葉テレビの平日14時台にて第1シリーズの途中まで放送された。2017年9月15日からは再度第1シリーズ初回から放送が開始され，休止の場合もあったもののスペシャル回を除いた全シリーズが2018年9月10日まで放送された。その後も断続的に再放送を実施している。
- 2014年9月1日より、岐阜放送で第1シリーズより順次放送された。BS日テレ同様、開始冒頭に『作品の意図を尊重し、オリジナルのまま放送する』旨をテロップで表示している[注 47]。
- 2018年9月13日の19:00 - 21:00まで千葉テレビの『木曜スター劇場』枠にて「長七郎立つ!江戸城の対決」が放送された。前述の千葉テレビで放送されていた際はいずれも原版のまま放送されていたが，今回はBS日テレと同様に原版の映像をリマスターしたものが使用された。さらにBS日テレで放送されていた提供ベースも放送されていたため，BS日テレでの完パケを放送したと思われる。ただしBS日テレでの開始冒頭にはブルーバックに『作品の意図を尊重し、オリジナルのまま放送する』旨のテロップの一枚画が表示されるが，今回は表示されなかった。